# 豪鬼
豪鬼（ゴウキ）は、カプコンの対戦型格闘ゲーム『ストリートファイター』シリーズに登場する架空の人物。欧米ではAkuma（アクマ）という名前になっている。日本版において作品によってはカタカナで「ゴウキ」とも表記されることがあるが、基本は漢字表記となっている。

## 概要
『スーパーストリートファイターIIX』（以下『スパIIX』と表記）で初登場した、『ストリートファイター』シリーズ最初の隠しキャラクターである。後に、ベガと並んでシリーズを代表するボスキャラクターとなる。
ノーコンティニューでの条件で戦うと、最終ボスであるベガとの対戦前に突如乱入して「瞬獄殺」でベガを瞬殺し、隠しボスとして登場する。この時は技名が不詳で豪鬼の名前も表記されず、インターミッション時の顔グラフィックも影のままで、文字通りの謎の人物だった。『ハイパーストリートファイターII』（以下『ハパII』と表記）では、乱入条件が『スパIIX』のものから変更されている。
元々は隠しボスとして登場したキャラクターであり、CPUとしては優遇された性能を持つが、プレイヤーキャラクターとして使用可能な豪鬼には対戦プレイでのバランスを踏まえて調整が入れられている。調整される前の豪鬼は家庭用移植の際に使用できるようにされることが多く、真・豪鬼などのいくつかのバリエーションが存在する（詳細は#キャラクターのバリエーションを参照）。
日本国外版での名称「Akuma（悪魔）」の由来や、国外で変更された経緯については不明である。スタッフによる回答では、「（今となっては）真相は定かではないが、英語圏の人にとって「Gouki」という言葉は発音が難しく、また日本人らしさをアピールするために現在の名前になったのではないか」と語られている。『ストリートファイターII』（以下『ストII』）の企画を手がけた西谷亮は、「当時、日本で自分の子供に『あくま』と命名したのが海外で話題になっていて、そこからとったと聞いたことがある」と語っている。

## キャラクター設定
「拳を極めし者」を名乗る格闘家。自身を闇の住人とも称している。常に全身から「殺意の波動」と呼ばれるオーラ（赤や紫など作品によって異なる）を放っており、これを源として鬼神のごとき力を発揮する。強者と命を懸けた真剣勝負「死合い」を行うことに己の存在価値を見出しており、多くの格闘家を葬っている。しかし一度戦いを離れれば、『ストリートファイターZERO3』の公式バックストーリーで自身が籠もっていた鬼牙洞穴に迷い込んだ子供を助けたり、『ウルトラストリートファイターIV』のエレナのエンディングにおいて彼女と記念写真を撮っているなど、人間味のある一面も垣間見せる。
格闘家・剛拳の実弟。兄と共に師・轟鉄のもとで修行を積んでいたが、殺意の波動を完全に身につけるために轟鉄を殺害し、後に剛拳をも倒す。また、暗殺者の元（ゲン）とは同じく修羅の道を行く者、そして「死合う」相手として、互いに理解しあう関係となっていた。
一人称は「我」、二人称は基本的には「うぬ」で「ぬし」とも呼び、『ストリートファイターV』（以下『ストV』と表記）では片仮名表記で「ウヌ」もしくは「キサマ」、影ナル者のストーリーモードでは「お前」とも呼んでいる。『スパIIX』の同キャラクター対戦時のCPU豪鬼はエンディングで「俺」と発言し、豪鬼のことを「キサマ」と呼ぶ。また、『ストリートファイターIII 2nd IMPACT』（以下『ストIII 2nd』と表記）でプレイヤー豪鬼に乱入してくるCPU豪鬼も「キサマ」と呼ぶ。この豪鬼は自らの存在を「影」と称しており、両作品で「影に魅入られしものは死す」と発言している。
『エックス・メン チルドレン オブ ジ アトム』（以下『X-MEN』と表記）では隠しキャラクターとしてゲスト出演し、以後のカプコンとマーベル・コミックのクロスオーバー（マーヴルVS.シリーズ）のきっかけになった。このシリーズでの豪鬼は、過去の記憶を失っているミュータント・ウルヴァリンと何らかの因縁を持っている（特に『X-MEN VS. STREET FIGHTER』と『マーヴル・スーパーヒーローズ VS. ストリートファイター』のエンディングで重点的に描かれている）。また、SNKのキャラクターとも接点があり、その中では八神庵やMr.カラテに対しても通ずるものがあるようである。
初代『ストリートファイターEX』（以下『EX』と表記）では隠しキャラクターとして登場し、『EX plus』と『EX plus α』では最初から使用可能となっている。また、条件を満たせばベガの代わりに真の最終ボスとしても登場する。『EX2』以降の作品では登場しない。
『ストII』シリーズや『ストIII』シリーズでの立ち状態の構え方はリュウやケンとほとんど同じだが、『ストリートファイターZERO』（以下『ZERO』と表記）シリーズではリュウやケンとは立ち状態の構え方が異なる。また、『MARVEL VS. CAPCOM CLASH OF SUPER HEROES』（以下『MARVEL VS. CAPCOM』と表記）での豪鬼モード時のリュウの立ち状態の構え方もこちらに準拠する。
『ストV』では「神」の字を背負う。「真の鬼神」と称賛したが、人の道を外れたと負け惜しみに近い言葉を言い放った元を滅殺した。その直後ネカリに喰われたが、殺意の波動を突沸させネカリの肉体を破裂させ復活する。殺意の波動を完全に克服したリュウを撃破するも直後の問答で彼の成長を認め、再戦を約束して去った。また、影ナル者との対話では「只人の身にて人を超え鬼を超え天へと到る」と明言しており、殺意の波動への依存心は従来作よりも減衰した模様。
『アスラズ ラース』では月にいて、アスラとリュウとの戦いに乱入する。アスラの圧倒的強さを前に狂オシキ鬼となり大気圏を超えた壮絶な戦いを500年間続けた。
『鉄拳7 FATED RETRIBUTION』（以下『鉄拳7FR』と表記）では数十年前に三島一美に借りを作っており、「借りを返す」という意味で「自分が死んだら一八と平八を殺して」という一美の願いを聞き入れる。プロデューサーの原田勝弘は「単なるゲストではなく、物語の重要人物として登場する」と発言している。これまでの作品では、他人の名前をリュウについては小童、剛拳については剛拳と、呼び捨てや下に見るように呼んでいたが、一美については「一美殿」と敬称を付けて呼んでいる。
実写映画『ストリートファイター 暗殺拳』では、殺意の波動を我が物にし、その力で調和と悟りを目指すと言い轟鉄の警告を振り払い破門され、1人山籠もりを始める。孤独で過酷な修行は常に死と隣り合わせで、ある時、気を失い目を覚まし水を飲み水面に浮かぶ自分の顔を見ると、骨格が変化しているのに気付き「あんたは正しかった」と轟鉄の警告を理解するが、これを契機に完全に後戻りできないと悟り、さらなる修行を始めることになる。轟鉄を「瞬獄殺」で殺害すると「殺意の波動の師範はこの世に一人だ、うぬはまだおぼつかない」と剛拳と闘う約束を残し山に消える。数年後に、剛拳が殺意の波動を使わない、闘うつもりもないことを聞くと「ひざまずいて許しを乞えば助けてやる」と言い放ったり、「まずガキ共から殺ってしまおうか」など、鬼のごとき言葉を並べるようになった。「いるものは全て自然が用意してくれる」と発言しており、自身の修行道具は木の枝や棒を組み合わせて作り野菜を育て、川に波動拳を打ち込みその衝撃で気絶した魚を採るという技を見せた。轟鉄との戦いで、殺意の波動を手にして初めて瞬獄殺を放ち、自我を失わないでいられた豪鬼の背中には赤く天の字が焼き付き、その字が道着の背中の部分にまで焼き付いて、天の字を背負うこととなった。
開発者インタビューではキャラクターのモデルは無いとされるが、デザインを担当したあきまんは「顔は仏像というか金剛力士がモチーフ」と説明している。また、別のスタッフによると顔は狛犬やライオン的に描いているという記述もある。豪鬼の企画は開発スタッフのKIMO-KIMOが岡本吉起に持ち込んだもので、あきまんによると、『スパIIX』発売直前になって岡本から「1時間であと1体追加キャラのデザインをやってくれ」「スーパーサイヤ人を出せ」とオーダーを受けて、ラフデザインを完成させたという。豪鬼の代名詞である背中の「天」の文字は、当時のスタッフが勢いで入れたもの。

### 容姿
デフォルトカラーでは、リュウやケンと同タイプの袖がない黒色の道着を身に纏っており、褐色の肌をしている。道着の帯の代わりに縄を使っているが、『ストII』シリーズや『ZERO』シリーズのゲーム中では黒帯を締める。背中に「天」の字が浮かび上がることがあるが、これは兄の剛拳が背負っている「無」の字に対抗したもの。また、師の轟鉄を殺害して奪ったとされる巨大な数珠を首に掛けている。『EX』シリーズでは豪鬼にスーパーコンボをヒットさせると、数珠がバラバラに砕け散る演出が発生する。
後頭部で茶筅髷に結わえた頭髪は赤く逆立った特徴的なもの。『ストIII』シリーズでは鬢が部分的に白髪になっている。全作通して瞳が赤く時には発光しているように描かれ、「凶眼の男」とも称される。『スパIIX』の設定画では白目が黒、黒目が赤と指定されている。なお『EX』シリーズでは対戦用グラフィックのみ目が白くなっている。剛拳と共に轟鉄の下で修業に明け暮れていた幼い頃から、その姿は「まさに鬼」と形容されていた。
『スパIIX』（『ハパII』も同様）や『X-MEN』では雪駄を履いていたが、『ZERO』シリーズや『X-MEN VS. STREET FIGHTER』以降のマーヴルVSシリーズ（『MARVEL VS. CAPCOM 2 NEW AGE OF HEROES』〈以下『MVC2』と表記〉まで）ならびに『SVC CHAOS』では裸足になっており、『ストIII』シリーズや『ストEX』や、『CAPCOM VS. SNK』（以下『CvS』と表記）シリーズでは藁草履を履いている。また、大抵の作品では拳にオープンフィンガーグローブをつけているが、『ストリートファイターIV』（以下『ストIV』と表記）と『MARVEL VS. CAPCOM 3』（以下『MVC3』と表記）ではグローブの代わりに荒縄をバンデージのように巻いている。
『ストV』では数珠を袈裟懸けに着用し、茶筅髷は前頭部で結い、髪と髭を長く伸ばした獅子の如き容貌となった。『ストV』公式サイト「シャドルー格闘家研究所」の「キャラ図鑑」のイラストでは、髪が白銀で首元まで伸び、肩布を首に巻いた服装をする。
『ストV』のディレクターである中山貴之は「賛否両論あったと思うが、デザインを変えるチャンスは今しかないと思った。イケノが仏像や動物をモデルに描いた方がいいと言ったこともあり、ライオン的なデザインになった」と語っている。
『6』では総白髪を後頭部で髷に結わえて髭を蓄え、半裸で首元と腰に獣皮を着用。

### 殺意の波動
殺意の波動がいかなる力なのか、ゲーム本編ではほとんど語られない。相手を倒したい心を極限まで極め、物理的な力へと変換したものとされる。
自称する「拳を極めし者」に関しては、家庭用『ZERO3』や『ZERO3↑』の殺意の波動に目覚めたリュウも、エンディングで自身の力に完全に呑み込まれたあとに「我は拳を極めし者なり」と呟いている。功ならずして瞬獄殺を用いた者は殺意の波動に呑まれてしまうが、豪鬼は轟鉄の下で修行していた当時から常に殺意の波動をまとい、瞬獄殺を制御するために鍛錬を重ね、轟鉄に瞬獄殺を用いることで殺意の波動を完全に会得している。殺意の波動に喰われた者の末路は後述する狂オシキ鬼に見られるような人外への変貌であるが、それすら自ら望んだ道であることを『ストV』にて元とリュウに対し明言している。一方で『ウルトラストリートファイターII』（以下『ウルII』と表記）では殺意の波動と同じく闇の力である「サイコパワー」に溺れたベガを軽蔑するような発言もみられる。
中平正彦の漫画『ストリートファイターZERO』では、「『人の世を乱す者』を倒すために人の世が得た唯一の力である」と解釈されている。この場合の「乱す者」とはベガのことで、古くはキリストやヒトラーがこれに当たることを示唆しており、善悪にかかわらず影響の大きすぎる者が該当すると見られる。これらの人物がことごとく非業の死を遂げた裏には、殺意の波動の存在があったとされている。この解釈は一部本編に取り入れられ、『ZERO3』でローズのストーリーに登場するガイの台詞の一部へ反映されている。また中平の別作品『RYU FINAL』では、剛拳が豪鬼との死合の中で「我等が流派は、元来は内在する殺意の波動からの自衛術であったが、戦乱が訪れる度に利用された結果、いつしか暗殺拳へと変貌した」と語っており、その長きの歴史の中で殺めた人数は実に1国に上ると弟子たちにかつて言明していた。その歴史に自分が幕を下ろすことを師の前で言明していた豪鬼だったが、リュウもいずれは覚醒することを見越し、あえて自分が遥かに先んじて覚醒し彼に全否定させることで、自分たちの「歴史」の克服を謀る決意を「死合」の中で剛拳に宣告し、殺害に至った。また殺意の波動を目の当たりにしたオロは「全てを殺し得る力」「殺した者さえまた殺す、果てること無き無限の死闘」と正体を看破し「余りにも罪深く哀れ」と断言している。
実写映画『ストリートファイター 暗殺拳』では殺意の波動に目覚める条件として「暗黒の波動」を完全に扱えることが必要であり、その暗黒の波動も並大抵の修行では会得し得ない力だとされている。轟鉄の話では、何世紀も前には殺意の波動を使った暗殺拳は若者たちが弄んでおり、その師範となった者は戦いに敗れるか、波動によって気が狂い40歳を超えて生きた者は少ないという。また轟鉄は、殺意の波動を使った後は必ず自らの気を払い、瞑想して身と心を清めなければいけないと教える。
『ストV』ではリュウや豪鬼のほかに、ネカリが殺意の波動と同じ力を使い、サガットが殺意の波動と同じ力に目覚めつつあることから、殺意の波動は暗殺拳の使い手にのみ目覚めうる力ではないと設定されている。既にその制御に成功している豪鬼には人を遥かに超えた技を持ち、波動に飲まれた状態のリュウには破壊衝動が襲い、太古の戦士であるネカリは力の解放によって大きく姿を変え、サガットは殺意の波動の衝動によって幻覚を見た。
『NAMCO x CAPCOM』においては、殺意の波動の力で異世界へ移動するという、これまでにない芸当を披露した（もっとも、この時は次元の壁が緩くなっており、ベガのサイコパワーなどそれらに類する能力の持ち主なら誰でも移動できた）。

### 同門キャラクターとの関係
轟鉄（ゴウテツ）
豪鬼と剛拳の師。暗殺拳の使い手であり、「敗北は死を意味する」、「手段は選ぶな、勝利のみが全て」という厳しい信条の持ち主。豪鬼の非情なまでの強さに格闘家として、修羅としての血が疼き、すべてを伝授した後に豪鬼を名指しして試合を行う。無数の灼熱の炎と化した究極の殺意の波動で襲い掛かるが、豪鬼は「殺意の波動」を完全に我がものとするために、瞬獄殺を用い轟鉄を殺害した。この件で豪鬼は「殺意の波動」を完成させ、以後は「死合う」相手を求めて放浪を続けている。
『ストV』公式サイト「シャドルー格闘家研究所」の「キャラ図鑑」では「礼節を重んじ常に怠りなく修行に励んだ」とあり、轟鉄が相伝しなかった技として、掌底を繰り出し波動で吹き飛ばす「轟衝拳」、鋭い横跳び蹴り「閃双疾風脚」、上空から強襲する蹴り「閃双空刃脚」が説明されている。
実写映画『ストリートファイター 暗殺拳』では、剛拳と豪鬼を守るため、2人には殺意の波動の修行をさせなかった。豪鬼が殺意の波動を我が物にすることを決意すると破門する。その後、豪鬼との闘いで自身も殺意の波動を発動するも暗黒の波動を手にした豪鬼の「瞬獄殺」によって殺害された。弟がいたらしく「暗殺拳の師範の座を競い合った末に殺意の波動に呑まれ気が狂い、生死の程も定かではなくなっている」と話す。
剛拳
実兄であり、リュウとケンの師匠でもある。弟子たちに対して師・轟鉄の話題には滅多に触れず、師の死因を病死として伝えていたため、剛拳亡き後に豪鬼を知る者は『スパIIX』の段階でこの世に一人もいないとされていた。豪鬼に殺害されたと思われていたが、のちに『ストIV』で生きていたことが判明し、再び姿を現す。
『ストリートファイター 暗殺拳』では「師匠は闘いの中で死んだ」と伝え、原作同様、豪鬼のことは教えていない。後に剛拳の前に現れた豪鬼が立ち去る姿をリュウとケンが見て、「あれは誰ですか」と聞くと「師匠を殺した男だ」とのみ伝え、結果、名前も自分の弟であるとも伝えていない。
リュウ
剛拳の弟子の一人。剛拳を殺害した（と思われていた）豪鬼に対し、師の仇ではなく一人の格闘家として挑む。豪鬼と同様に、殺意の波動の素質の持ち主でもある。豪鬼の求めるものは「究極の死合い」であり、リュウの持つ殺意の波動を完全に覚醒させた上で自分の宿敵とさせるために彼の前に現れている。リュウが豪鬼に対するものとしては、「俺は殺意の波動を超えてみせる」との台詞がいくつかの作品で見られる。
『ストV』ではリュウとの決着に瞬獄殺を使わず、再戦の約束を果たされると「リュウ」と呼び立ち去る。
『CAPCOM VS. SNK』シリーズでのサガットとの掛け合いで、自身が修羅の道に進むきっかけとなった人物に、リュウの名前を仄めかす発言をしている。
ケン
リュウと同じく剛拳の弟子の一人。リュウほど因縁は深くないが、「まだ生きていたのか」（『ストIII 2nd』）などの豪鬼に対する台詞がある。

## ゲーム上の特徴
リュウ、ケンと同系統のキャラクターで、通常技・必殺技とも共通するものが多いが、それ以外にも「百鬼襲」や「天魔空刃脚」など独自の技を持つ。反面『ZERO』以降の作品では、体力や気絶耐久値などが低く設定される場合が多く、多彩な攻めで低い体力値を補うキャラクターとされている。
『スパIIX』ではコマンドを入力することで使用できる（アーケードでも可）。隠しボスキャラクターだけあって、あらゆる面でリュウ、ケンを上回る性能を誇った。その攻撃力の強さ、高い性能の「斬空波動拳」や「灼熱波動拳」を使った「灼熱ハメ」や防御力が通常キャラクターと同じで、気絶してもすぐに回復するという掟破りな性能であり、闘劇をはじめとする大会において使用禁止キャラクターにされている。
『ZERO』シリーズでは様々な特殊技、必殺技、スーパーコンボが追加された。通常技の威力はリュウと同程度だが、必殺技が連続で繋がりやすく、結果として与えるダメージが大きくなるほか、「斬空波動拳」や「天魔空刃脚」を筆頭に、空中から相手を押さえ込み、一気に攻め立てる技を豊富に備えている。『ZERO』での豪鬼は、各技の性能の高さが全キャラクター中で群を抜いていたが、『ZERO2』以降は様々な部分での調整がなされている。『ZERO2 ALPHA』では、計5種類ある飛び道具が全て弱体化し、一部の技の攻撃判定が縮小されたり食らい判定が大きくなっている。『ZERO3』では一部の必殺技が若干強化された。
『ストIII』シリーズではEX必殺技を一切持たない代わりに、通常の必殺技が他キャラクターのEX必殺技並みに性能が高く、さらには選択したスーパーアーツの他に、SAゲージを満タンにした場合に全ゲージを消費して、「瞬獄殺」や「金剛國裂斬」といった専用のスーパーアーツを使用できる。
『ストIV』では2008年8月29日付けで使用可能になった。持ち技は主に『ストIII』シリーズでの技に加え、EX必殺技（「阿修羅閃空」を省く）を使えるようになり、より多彩な戦術が可能となった。スーパーコンボには「瞬獄殺」、ウルトラコンボには「真・瞬獄殺（UC1）」が実装され、『スーパーストリートファイターIV』（以下『スパIV』と表記）にて「天衝海轢刃（UC2）」が追加された。また、一定の条件を満たすことで隠しボスとしても登場する。

## 技の解説
リュウやケンと同門であるため、豪鬼も同様の技を使う。「波動拳」と「昇龍拳」に当たる技が、それぞれ「豪波動拳」と「豪昇龍拳」になっているため、開発スタッフの間ではそれ以外の技についても動作がよく似た技の前に"豪"を付けて呼ばれることがあった（百鬼襲→豪フーリガン - キャミィの「フーリガンコンビネーション」、瞬獄殺→豪プレジャー - デミトリの「ミッドナイトプレジャー」）。

### 通常技
各作品毎に記載

#### スパIIX・X-MEN COTA
| 操作     | 立ち（近距離） | 立ち（遠距離） | しゃがみ         | 垂直ジャンプ | 斜めジャンプ |
| -------- | -------------- | -------------- | ---------------- | ------------ | ------------ |
| 弱パンチ | 肘打ち         | ジャブ         | ジャブ           | ジャブ       | ジャブ       |
| 中パンチ | フック         | 正拳突き       | ストレート       | ストレート   | ストレート   |
| 強パンチ | アッパー       | 正拳突き       | 突き上げアッパー | ストレート   | ストレート   |
| 弱キック | ローキック     | ローキック     | キック           | 前蹴り       | 跳び膝蹴り   |
| 中キック | 膝蹴り         | ハイキック     | くるぶしキック   | 前蹴り       | 跳び蹴り     |
| 強キック | ねりちゃぎ     | 回し蹴り       | 回転足払い       | 旋風脚       | 跳び蹴り     |

#### ZEROシリーズ・VSシリーズ（～MVC2まで）
「ZERO3」以前と「VSシリーズ」では立ち状態の遠近による区別は無い。
| 操作     | 立ち（近距離）                  | 立ち（遠距離）                    | しゃがみ         | 垂直ジャンプ | 斜めジャンプ |
| -------- | ------------------------------- | --------------------------------- | ---------------- | ------------ | ------------ |
| 弱パンチ | ジャブ                          | ジャブ                            | ジャブ           | ジャブ       | ジャブ       |
| 中パンチ | アッパー(※1) ボディーブロー(※2) | アッパー(※1) 正拳突き(※2)         | ストレート       | ストレート   | ストレート   |
| 強パンチ | 正拳突き(※1) アッパー(※2)       | 正拳突き(※1) 鬼哭突き(※2)         | 突き上げアッパー | ストレート   | ストレート   |
| 弱キック | ローキック                      | ローキック                        | キック           | 前蹴り       | 跳び膝蹴り   |
| 中キック | ねりちゃぎ(※1) 膝蹴り(※2)       | ねりちゃぎ(※1) ステップキック(※2) | くるぶしキック   | 前蹴り       | 跳び足刀     |
| 強キック | 回し蹴り(※1) 踵落とし(※2)       | 回し蹴り                          | 回転足払い       | 旋風脚       | 跳び足刀     |

※1 『ZERO2 ALPHA』まで及び『VSシリーズ』
※2 『ZERO3』以降

#### IIIシリーズ
| 操作     | 立ち（近距離）        | 立ち（遠距離）        | しゃがみ         | 垂直ジャンプ | 斜めジャンプ |
| -------- | --------------------- | --------------------- | ---------------- | ------------ | ------------ |
| 弱パンチ | 肘打ち                | ジャブ                | ジャブ           | 肘打ち       | 肘打ち       |
| 中パンチ | ボディーブロー        | 正拳突き(※3) 掌底(※4) | ジャブ           | ストレート   | ストレート   |
| 強パンチ | アッパー              | 鬼哭突き              | 突き上げアッパー | 水平チョップ | ストレート   |
| 弱キック | ローキック            | ローキック            | キック           | 跳び膝蹴り   | 跳び膝蹴り   |
| 中キック | 膝蹴り                | 横蹴り                | くるぶしキック   | 前蹴り       | 跳び蹴り     |
| 強キック | 回し蹴り(※3) 鉈斬(※4) | 回し蹴り              | 足払い           | 空中回し蹴り | 跳び蹴り     |

※3 『2nd』のみ。
※4 『3rd』以降。

#### ウルIV OE・ストV・鉄拳7FR
『ウルトラストリートファイターIV』オメガエディション（以下『ウルIV』オメガエディションと表記）と『ストV』と『鉄拳7FR』での技名称。
| 操作     | 立ち（近距離） | 立ち（遠距離） | しゃがみ         | 垂直ジャンプ | 斜めジャンプ |
| -------- | -------------- | -------------- | ---------------- | ------------ | ------------ |
| 弱パンチ | 肘打ち         | 尖撃           | 伏尖撃           | 肘落とし     | 豪空拳       |
| 中パンチ | ボディブロー   | 掌底           | ストレート       | 水平チョップ | ストレート   |
| 強パンチ | 六腑潰し       | 鬼哭突き       | 突き上げアッパー | 豪空閃撃     | 豪空撃       |
| 弱キック | ローキック     | 腿斬脚         | キック           | 蹴り上げ     | 落砕蹴       |
| 中キック | 突膝蹴り       | 横蹴り         | くるぶしキック   | 前蹴り       | 跳び足刀     |
| 強キック | 鉈斬           | 首撥ね         | 足払い           | 鬼首斬り     | 鬼蹴り       |

#### スト6
立ち状態の遠近およびジャンプ状態の垂斜の区別はない。
| 操作     | 立ち     | しゃがみ   | ジャンプ |
| -------- | -------- | ---------- | -------- |
| 弱パンチ | 面割り   | 足止め     | 眉間割り |
| 中パンチ | 豪掌     | 膝折り豪掌 | 跳び朱刀 |
| 強パンチ | 岩砕突き | 獄門掌     | 羅刹拳   |
| 弱キック | 脛斬り   | 楔打ち     | 跳び膝   |
| 中キック | 腸潰し   | 踝払い     | 首斬り   |
| 強キック | 首撥ね   | 刎脚       | 斬鉄脚   |

六腑（ロップ）潰し
迫出してレバーブローを放つ。
ステップキック
『ZERO3』における遠距離中キックで、下段横蹴り。
鬼哭突き
『ストリートファイターIII 2nd IMPACT』（以下『ストIII 2nd』と表記）以降の遠距離強パンチ。前に一歩踏み込んで正拳突きを繰り出す。
鉈斬（シザン）
『ストリートファイターIII 3rd STRIKE』（以下『ストIII 3rd』と表記）以降の「踵落とし」。
『ストIII 3rd』では対地80°に振上げた足で相手の下顎をかち上げ、僅かの溜めの後に、その顔面に返しの踵落としを振り下ろす。
『ストIII』以前の作品では「踵落とし」の名称で、リュウのものと同一の挙動。
首撥ね
『ストIV』ではケンの「鎌払い蹴り」、『ストV』ではリュウの「上段回し蹴り」と同一の挙動。
『6』では「鬼哭連斬」に類似。
鬼首斬り
表裏反転した「空中回し蹴り」。
鬼蹴り
腕と脚を対地35°に構え放つ対地25°の蹴り。

### パーソナルアクション
気合
『ストIII 2nd』と『ストIII 3rd』で使用。『鉄拳7FR』では挑発として使用。従来シリーズでの挑発とほぼ同じ動作だが、オーラに真・豪鬼の登場シーンと同じ"滅"の文字が浮かび掛け声をあげる。『IV』以前は後足、『IV』以降は前の足で、地を響かせ腰を低く構え気を高める動作を取る。この技を出すと次に出す技の攻撃力が上昇する。持続効果はその1回のみ有効であり、そのあとは攻撃力が元に戻る。再び気合を使用すれば再び次に出す技の攻撃力が上昇する。また『鉄拳7FR』のスペシャルチャプターでは挑発を行うことで、スーパーコンボゲージが最大になる。
『V』ではVスキル[II]として用いるが、上記に加え掛け声と共に攻撃判定を伴った気を足元から上空に噴出させる。
『ストV』でのパーソナルアクション
地面に向かって拳を打ち付ける動作。密着状態では、地面に拳を打ち付ける時に攻撃判定があり、相手を吹っ飛ばし、追撃ができる。
『スト6』における隠しパーソナルアクション
（キャラクター右向き時に）レバー左＋ボタン全押しで出せるパーソナルアクションの最中に、レバー下＋ボタン全押しをすると、豪鬼が懐からおにぎりを取り出して食べる動作を行う。おにぎりを食べている最中はSAゲージが貯まっていき、おにぎりを食べ終えるとSAゲージがMAXになると同時に後述の「SiN豪鬼（真・豪鬼）」に変身し、SiN豪鬼時限定の技が出せるようになる。ただし、この一連のパーソナルアクションは動作時間が30秒と非常に長いため、実戦でSiN豪鬼を使用するためには対戦相手の協力が必要不可欠となる。

### Vシステム
豪旋脚（ごうせんきゃく）
Vリバーサル。跳び上がりながらの後ろ回し蹴りで反撃する。
螺旋手刀打ち（らせんしゅとううち）
Vシフトブレイク。1回転身を翻してから水平チョップを放つ。

#### Vスキル
羅漢（らかん）[I]
掛け声と主に「金剛身」の構えを一瞬取る。
リュウの「心眼」と性能は違い立ち状態としゃがみ状態で発動でき、それぞれ上段および中段、下段のみ受け流すことができる。
また「心眼」がノーダメージで受け流せるのに対しこちらはリカバリアブルダメージが残る。それを補う形で、以下の2つ技に派生できる。
羅漢豪掌（らかんごうしょう）
「豪破拳」の動作で素早く掌底を叩きこむ。「羅漢豪脚」よりもリーチが長くしゃがみ相手にも当たる。
羅漢豪脚（らかんごうきゃく）
相手を蹴り上げる。しゃがみ相手には当たらずリーチも短いが、技後は特定の必殺技で追撃ができる。
『6』では「羅豪脚」として独立。
気合（きあい）[II]
その場で腰を落とし全身から「滅」の文字を模った飛び道具判定の気を発生させ、自身のVゲージを溜める。技のモーションは従来作で登場シーンや勝利ポーズなどで使われるもの。
動作中にパンチボタンかキックボタンを押し続けるとゲージを溜め続け、最大で1ブロック分Vゲージが上昇する。また、構えは「赤鴉豪焦破」でキャンセル可能。この時に出せる通常版の「赤鴉豪焦破」のボタンの強度による性能差は弾速のみで威力は同じとなっている。

#### Vトリガー
怒髪衝天（どはつしょうてん） [I]
紅い気を体表から噴出させる。
時間制のVトリガーで時間を消費することで「豪波動拳」「斬空波動拳」「豪昇龍拳」の性能が強化される他、クリティカルアーツの「瞬獄殺」が使用可能になる。
眥裂髪指（しれつはっし） [II]
掌を天に掲げ眼を紅く光らせる。
Vゲージを消費して対応必殺技からEX必殺技、EX必殺技から別のEX必殺技へのキャンセルが可能になる。

### ドライブシステム
鬼殺し（おにごろし）
ドライブインパクト。踏み込み正拳突きを繰り出し、素早く腕を引く。
双破（そうは）
ドライブリバーサル。縦に揃えた両拳を打ち込む。

### 通常投げ
背負い投げ
相手の胸倉をつかみ投げる。
巴投げ
相手の胸倉をつかみ、後ろに倒れ込みながら投げ飛ばす。
地獄車
相手の胸倉をつかみ、後ろに倒れ込んで相手と回転し最後に投げ飛ばす投げ技。『ZERO2』以降の作品、『マーヴルVS.』シリーズで使用可能。また、『MVC2』ではコマンド投げに変更。
豪衝破（ごうしょうは）
相手の胸倉をつかみ、前方に大きく踏み込んで鳩尾あたりに掌底を叩き込み吹き飛ばす。『ストIV』以降で使用。
『ストV』ではそれ以前の作品よりも素早く掌底を叩き込む。
『スト6』では顎に掌底を打ち怯ませ、胸部に逆の掌底を叩き込む。
朱裂刀（しゅれっとう）
相手の胸倉をつかみ、引き寄せた後、バランスが崩れた相手に手刀を打ち込んで地面に叩き伏せる。
手刀の動作やポーズは後述の「天魔朱裂刀」と同様のモーションである。『ストIV』で使用。
朱裂斬（しゅれつざん）
相手を後ろまで引っ張り「横蹴り」を叩きこむ。『ストV』で新設された後方投げ。
つかみ膝蹴り
相手をつかみ上げて腹部に膝蹴りを何度も叩き込む。『X-MEN』でのみ使用可能。
イズナ落とし
『マーヴルVS.』シリーズでのみ使用可能な空中投げ。
天魔巴投げ
『ポケットファイター』で使用。相手を空高く放り投げる巴投げ。
一件落着
『ポケットファイター』で使用。奉行のコスプレをし、桜吹雪の入れ墨を見せてしらばっくれる相手を裁く。
裁かれた相手はショックで石化するので一発だけ追撃が可能。

### 特殊技
頭蓋破殺（ずがいはさつ）
（『ストIII 3rd』では大きく1歩踏み込みつつ）大きく振り被った手刀を打ち下ろす技。
2ヒットする点やしゃがみガード不能な点など、リュウの「鎖骨割り」と性能が共通する点がある。
旋風脚（せんぷうきゃく）
『ZERO』シリーズ以降の技で、前に低く飛びながら外回しの回し蹴りを入れる。
リュウの「旋風脚」よりも若干発生は遅いが、移動距離が若干長く着地の隙が皆無。
前蹴り（まえげり）・旋風脚（せんぷうきゃく）
『ZERO』シリーズでのそれぞれ垂直ジャンプ中K及び強Kで「VSシリーズ」ではレバー上方向に入れていれば斜めジャンプでも出せる仕様となっている。
天魔空刃脚（てんまくうじんきゃく）
後述もする鋭角の急降下蹴り。『ZERO』シリーズなどでは、出せるタイミングが前方ジャンプの頂点付近に限定される。
作品を追うごとに降下角度が浅くなっている（対地60°→50°→45°）。
『ZERO3』と『MVC2』および『CvS』シリーズでは腕の構え方が異なる。
豪破拳（ごうはけん） / 羅漢豪掌（らかんごうしょう）
腕を交差させた構えから踏み込んで掌底打を繰り出す。『EX』シリーズにおけるガードブレイク（以下GBと表記）技。
『EX』では「滅殺豪波動」をガードさせた後に素早く出すと相手はガード硬直のため、事実上回避不可能なハメ技となっていたが、『EX plus』、『EX plus α』では修正された。
『ストV』では後者の名称で、Vスキル派生技として登場。
豪昇脚（ごうしょうきゃく）
立ち状態からその場で跳び蹴りを繰り出す。『ストリートファイター ザ・ムービー』（以下『ザ・ムービー』と表記）のみにて使用。
羅豪脚（らごうきゃく）
ほぼ真上に蹴り上げる。吹き飛ばした相手には必殺技で追撃ができる。
裂槍脚（れっそうきゃく）
真正面に向けた鋭い前蹴り。
天破（てんは）
掌底でのアッパー。相手を空高く飛ばすことができ、「豪昇龍拳」や「赤鴉豪焦破」で追撃ができる。
赤星拳（せきせいけん）
前方に跳び上がり、手刀を地面に撃ち落とすように下降する。動作に反し、しゃがみガードが可能。

### ターゲットコンボ
近距離立中パンチ→立強パンチ（ボディブロー→鬼哭突き）
『ストIII』でのターゲットコンボで、『CAPCOM VS. SNK 2 MILLIONAIRE FIGHTING 2001』（以下『CvS2』と表記）では神・豪鬼が使用。
鬼哭連斬（きこくれんざん）
「首撥ね」の返しで上段後ろ回し蹴り（『ストV』では「回し蹴り」）を放つ技。『ウルIV』オメガエディションにて通常技から特殊技になった。
通常の遠距離立ち強キックが1回の上段回し蹴りとなり、ヒットまたはガードさせた時に再度強キックを入力することで、2回目の回し蹴りを振るようになる。
鬼哭連突（きこくれんとつ）
『ウルIV』オメガエディションで実装された特殊技。「鬼哭突き」（遠距離立ち強パンチ）をヒットまたはガードさせた時に再度強パンチを入力すると、黒い波動を纏った「豪衝破」のモーションで掌底を繰り出す。セービング中の相手にでも遠距離強パンチがヒットさえすれば確実にダウンを奪えるが、ガードされた際は必ず反撃されるほどの隙がある。
金剛拳（こんごうけん）
『ストV』で「鬼哭連突」と差替えられた特殊技。「鬼哭突き」（強パンチ）ヒット後に、震脚を踏みながら即座に両腕を振り下ろし相手をダウンさせる。
腕を振り下ろす動作は、剛拳の「不動身」に同じ。
六腑穿ち（ろっぷうがち）
ボディブローから手刀に繋ぐ。
骸斬り（むくろぎり）
「突膝蹴り」から、しゃがみガード不能の踵落しに繋ぐコンボ。
鬼哭連撃
「鬼哭突き」〜「ボディブロー」〜回し蹴りの3連コンボ。

### 必殺技
豪波動拳（ごうはどうけん）
掌から気の弾を発射する「波動拳」の豪鬼版。一部の作品を除いて、リュウたちの「波動拳」と違って紫色をしている。基本的な性能はリュウたちの「波動拳」と同じだが、一部の作品では近距離で当てると吹き飛びダウンを奪えるという特徴がある。
『マーヴル・スーパーヒーローズ VS. ストリートファイター』以降の『マーヴルVS.』シリーズでは、リュウの「波動拳」と同じく気弾が大型化している。
『ポケットファイター』では赤ジェムをLV3溜めるとベガの「サイコショット」と同じ形状（色は違う）となる。
『ストIV』ではEX必殺技版の豪波動拳は2ヒットする。また、『ZERO3』では真・豪鬼のみ、フェイント技である「豪波動の構え」が使用可能。
『ストV』では射程が制限され、近距離か最大距離でヒットすると相手を吹き飛ばす。Vトリガー[I]発動中は射程制限がなくなり、2ヒットする。ヒットすると相手は吹き飛び、追撃ができるようになる。
『スト6』では3段階で溜め撃ちが可能となり、最後まで溜めることで後述の「灼熱波動拳」に変化する。
灼熱波動拳（しゃくねつはどうけん）
気合の構えを取って力を溜めた後、炎を帯びた「波動拳」を放つ。
リュウの「灼熱（ファイヤー）波動拳」と類似しているが、こちらは威力が高く発動前後の隙が大きい。多くの作品で多段ヒットする性質を持ち、（弱）（中）（強）の順に威力・ヒット数が上がっていくが、隙も大きくなる。
EX必殺技版は強で出した時と同様に3ヒットし、発生も速くなっている。
『スト6』では「豪波動拳」に統合された。
赤鴉豪焦破（せきあごうしょうは）
『ストV』で「灼熱波動拳」と差し替えられた、同技の変型版。両拳に炎と殺意の波動を溜め、赤黒い炎を帯びた波動拳を放つ。両掌に気を溜める動作は狂オシキ鬼の「轟雷波動拳」と同じ。「灼熱波動拳」と同様の性能の技だが、EX版のみ至近距離で使用するとリカバリアブルダメージを与えられる。
豪昇龍拳（ごうしょうりゅうけん）
ジャンピングアッパーを繰り出す「昇龍拳」の豪鬼版。空中連続ヒットする効果を持つ。多段ヒットすれば威力も大きい。『VS.シリーズ』などの一部の作品では拳に黒や紫色の炎を纏い、ヒット時に相手を燃やす。
『ストV』ではEX版は「滅殺豪昇龍」となり、左右の腕で2回「豪昇龍拳」を繰り出す。Vトリガー[I]発動中は上昇後に頂点で逆の腕を振り被り下降しながら相手を地面に叩きつける（ただし、真・豪鬼のものはこの仕様は無い）。また、技の発動中は拳に赤と紫の波動を纏う。
『スト6』のOD版はヒット後に、急降下しながら手刀で追撃する。
鬼門開（きもんかい
「金剛國裂斬」の下位互換技で、「豪昇龍拳」（挙動は『ストIII』以前のもの）の初段（3ヒット）がヒットした後に地を叩き、爆炎状の気（3ヒット）を噴出させる。
『ウルIV』オメガエディションにて登場。
竜巻斬空脚（たつまきざんくうきゃく）
「竜巻旋風脚」の豪鬼版。その場で地面を蹴って飛び上がり、足を振り回しつつ前方に移動する。
リュウやケンの「竜巻旋風脚」と比べると、ヒット時に相手をダウンさせるリュウの特性と、多段ヒットするケンの特性を兼ね備えており、より性能の高い技となっている。また、「豪昇龍拳」と同じく空中連続ヒットの効果を持ち、当て方次第で「豪昇龍拳」などで追撃することもできる。一部の作品では足に電撃や紫色の煙を纏う。
『ザ・ムービー』では「灼熱竜巻斬空脚」となっており、足部分に炎を纏っている。また、ダメージを受け体力値が一定以下になると、強化版の「獄炎竜巻斬空脚」が使用できるようになる。『ストIV』以降のEX必殺技版はリュウの「竜巻旋風脚」のEX版「真空竜巻旋風脚」と同様の性質になる。
『ウルIV』オメガエディションでのEX版は3ヒットで、最後に相手を浮かせるようになり、豪昇龍拳などで追撃が可能になった。
『ストV』以降は『ストIII』以前の挙動に戻り弱は従来通り1回転の0+1ヒット、中で3回転の1+2ヒットで、強で繰り出すと膝+1回転の後、回し蹴り〜浴びせ蹴り落としの締め動作となった。回転蹴り上げで上昇するため飛び道具を避けつつ最後の蹴り落としをヒットさせられる。
空中竜巻斬空脚（くうちゅうたつまきざんくうきゃく）
ケンの「空中竜巻旋風脚」に同じ。EX版は「滅殺豪旋風」の下位互換で、リュウのものと性能が同じになる。
斬空波動拳（ざんくうはどうけん）
空中から地上に向けて気の弾を発射する。通常の「（豪）波動拳」と違い、片手で技を繰り出す。初出である『スパIIX』（『ハパII』も同様）のCPU豪鬼などの“真・豪鬼”や、一部の作品のプレーヤーキャラクターとしての豪鬼、および神・豪鬼は一度に2発同時に放つ。
また、（弱）（中）（強）の順に弾を撃ち出す角度や飛距離が変化する作品もある。
『スパIIX』のCPU豪鬼の2発目のモーションは掌底ではなく、拳を突き出したモーション（ジャンプ弱パンチと同じ）となっていた。隠しキャラクターである豪鬼が『スパIIX』同様のグラフィックの『X-MEN』でも両腕で交互に気弾を一度に2発繰り出すが、1発目は画面手前の腕から発射する。また、逆の腕で2発目を放つ際は、掌底から撃つグラフィックに修正されている。『ZERO』以降は掌底を斜め下へ構え、逆の腕で気弾を放つ動作となっている（『ストV』以降を除く）。
『ウルIV』では百鬼襲の途中でEX版が出せるようになり、オメガエディションでは性能が変化した「百鬼豪波」として独立した。
『ストV』では前方ジャンプ中のみ使用可能。EX版では空中で一瞬静止し、片腕で目の前に球状の気を溜め、再び振りかぶった同じ腕で「斬空波動拳」と共に地面に向かって撃つ。5ヒットで、近距離で発動すると球状の気で2ヒット、逆の腕による「斬空波動拳」で3ヒットとなる。Vトリガー[I]発動中は従来作品のEX版同様2連続で斬空波動拳を放つようになるほか、ジャンプの種類を問わず技を出せるようになる。
天魔豪斬空（てんまごうざんくう）
空中で一瞬静止して弾速が早くヒット数の多い「斬空波動拳」を放つ。『ウルIV』オメガエディションと『ストV』以降の「EX斬空波動拳」。
阿修羅閃空（あしゅらせんくう）
腰を落として震脚を踏み力を溜めてから片足立ちの構えを取り、前方もしくは後方に残像を発しながら滑るように移動する。
発動と同時に完全無敵となり、その間は相手の攻撃を受け付けないが、終了後に隙がある。
『ZERO3』のみ、発動時の構えから移動し始めるまでのわずかな時間に食らい判定があり、完全無敵ではなくなっている。
『EX』シリーズでは腕の構え方が他のシリーズに比べ異なり、画面の奥行きへの移動を伴う。また、『X-MEN』ではX-パワーとして使用。
『ストIV』でのプレイヤー版の移動距離は従来作の半分となっている（ボス版は従来通り）。
『ストV』ではキックボタンのみとなり、発動時の震脚を踏みながらの気合溜めの間は打撃技に対しては従来通り無敵だが投げのみ有効になっている。
『スト6』では特殊技入力となったが無敵は削除され、構えも短縮された。移動は前方が長距離で後方が短距離。
修羅煉獄（しゅられんごく）
『ウルIV』オメガエディションにて追加された「瞬獄殺」の亜種。
「阿修羅閃空」キック版より派生し、掴んだ相手にボディブローをした後に逆の腕の拳を叩き込み、相手に殺意の波動を流し込む。
朧（おぼろ）
『スト6』で追加。
捕捉した相手の背面から2発、正面に回り1発の拳撃を入れる。
金剛灼火（こんごうしゃっか）
素早く間合いを詰め、炎を纏ったレバーブローを放つ。ヒットすると追加入力で派生。
弱はボディブロー、中は踏込み正拳突き、強は突き上げアッパーを放つ。OD版は踏込み正拳突き2連で、壁張り付き状態にする。
天魔空刃脚（てんまくうじんきゃく）
空中から鋭角で急降下する蹴り。『X-MEN』で追加された技で、同作およびマーヴルVS.シリーズ（『MVC3』以外）では必殺技、他では特殊技扱いとなっている。このバージョンの場合は多段ヒット技で、ジャンプの方向や高さに関係なくいつでも出せる。
百鬼襲（ひゃっきしゅう）
『ZERO』にて追加。回転しながらジャンプし、そこから追加入力で派生技（投げ技や打撃技）を繰り出す。
『ストIII』以前は体を丸めた縦回転ジャンプで、弱は近くに高く、強は遠くに低く跳ぶ。技の性質はキャミィの必殺技「フーリガンコンビネーション」に近いが、こちらの方が派生技の種類は豊富である。なお、『ZERO2』での「百鬼襲」からの派生技は全てしゃがみガード可能。『マーヴルVS.』シリーズでは使用していないが、『MVC3』で初めて実装された。従来の技とは異なり追加入力をしない場合、そのまま着地するようになった。
『ストIII』では通常ジャンプと同じ挙動で、距離・高度共に威力に比例する。
『ストIV』におけるEX必殺技版では相手の位置を自動的に追尾して跳び上がる。『ウルIV』オメガエディションでは飛距離が著しく短くなった。
『ストV』のEX版は追尾性能はなくなったものの、跳び上がり時に攻撃判定がつき、連続技に組み込んだり対空技として使えるようになった。
百鬼潜影（ひゃっきせんえい）
派生をキャンセルし着地の隙を消す。
百鬼豪斬（ひゃっきごうざん）
着地と同時に「くるぶしキック」（『ストIII』シリーズ以外で用いられる、しゃがみ中キック）の動作で出す、ほとんど前進しないスライディング。下段技で何も追加入力しなかった時に出る。
『ストIII』以降は挙動が、立位時の自身の腰（『V』では地表スレスレの高度）から外回しに旋回し、着地と同時に出す前進するスライディングに変更された。
『ウルIV』オメガエディションのEX版は『ストIII』以前の挙動となり3ヒットする。
『ストV』では「百鬼襲」で相手を飛び越しても振り返ってスライディングをする。
百鬼豪衝（ひゃっきごうしょう）
「斬空波動拳」の動作（『ストIII』以降は両腕を交差させた構え）から掌底打を放つ技で、中段属性技。『ストIII』では攻撃の発生がかなり遅く、出すのが遅いと技が出る前に着地する。『MVC3』では手に紫色の炎を纏っており、攻撃がヒットすると相手をバウンドさせ、他の技で追撃できるようになる。
『スト6』では「百鬼豪破殺」の動作となる。
百鬼豪尖（ひゃっきごうせん）
倒れ込むように背中から体当たりする技で、これも中段属性技。『ZERO』シリーズのみで『ストIII 3rd』以降は下記の「百鬼豪刃」に取って代わられ削除された。なお、攻撃後に地面に倒れているときの豪鬼は空中判定となっているため、地上の投げ技を食らうことはない。
百鬼豪砕（ひゃっきごうさい）
投げ技で、「百鬼豪衝」の動作で相手の肩を掴んだあとに高く飛び上がり1回転して地面に着地し、膝の上で叩き付ける。相手の頭上付近でコマンド入力するとつかめる。
『ストIII 3rd』以降では仕様が違い、地上の相手を掴むことが可能。また、相手の頭部を片手でつかんでから1回転して前方に放り投げる動作となっている。
『ウルIV』オメガエディションのEX版でのみ投げの後、背面向きの「気合」の震脚で地面から波動を起こし追撃する。
『ストV』では従来の作品より掴み間合いがかなり広くなっている他、前方に投げ落とす挙動となっている。
百鬼豪墜（ひゃっきごうつい）
これも投げ技で、つかんだ後に宙を舞い回転しながら地面に叩き付ける。相手の胸元の位置でつかめる。『ストIII 3rd』では使われていない。
百鬼豪刃（ひゃっきごうじん）
外回しに旋回し、裏構えの「天魔空刃脚」で強襲する技。『ストIII 3rd』にて上記の「百鬼豪尖」の入れ替わりで追加された技。『MVC3』と『ストリートファイター X 鉄拳』では足に紫色の炎を纏っており、前者はダウン中の相手にもヒットする。
百鬼豪断（ひゃっきごうだん）
浴びせ踵落しのような技で『CvS2』のみで使用。なお、同作品では「百鬼豪刃」は使用できない。
百鬼豪砲（ひゃっきごうほう）（『MVC3』） / 百鬼豪波（ひゃっきごうは）（『ウルIV』） / 百鬼豪斬空（ひゃっきごうざんくう）（『ストV』以降）
百鬼襲中に「斬空波動拳」を放つ。『ウルIV』オメガエディションではEX百鬼襲から2ヒットする「斬空波動拳」を放つ。『ストV』ではEX百鬼襲から「斬空波動拳」のEX版である「天魔豪斬空」を繰り出す。
百鬼豪螺旋（ひゃっきごうらせん）
空中で「EX竜巻斬空脚」を繰り出す。『ストV』で追加された技。
昇龍煉獄（しょうりゅうれんごく）
発動すると腕を構え、この状態でジャンプ攻撃を含む通常技を受けると、直後にカウンターで「豪昇龍拳」を発動して相手を吹き飛ばす。『X-MEN』でX-パワーとして登場したが、以降のシリーズでは使用されていない。
前方転身（ぜんぽうてんしん）（または「前転」）
動作はいわゆる「回り込み」。攻撃力のない移動技で、移動中は投げに対してのみ無敵。『ZERO』シリーズでは『ZERO3』のみ特殊技扱いで、通常技からのキャンセルは不能。『ストIII』シリーズの『ストIII 2nd』では使用できたが、『ストIII 3rd』では削除されている。

### スーパーコンボ / スーパーアーツ
『ストIII』シリーズにおけるスーパーアーツゲージは『ストIII 2nd』・『ストIII 3rd』とも112ドット×ストック2。
瞬獄殺（しゅんごくさつ）

豪鬼を象徴する技。「阿修羅閃空」の挙動で対戦相手に接近し、捕まえた後（『スパIIX』や『ハイパーII』ではつかんでいない）一瞬で15発もの打撃を打ち込む技（作品やキャラクターによってヒット数は異なる）。打撃を打ち込む瞬間は画面が暗転する。暗転が終わった後に相手は豪鬼の足元に倒れ伏し、KO時には「天」の字が背景に現れる。なお後述の真・豪鬼が使用した場合、発動時の移動距離・移動速度とともに上昇する。
『ZERO2』では全体的に技の威力が前作よりも低めに設定されているが、瞬獄殺のみは威力が高く設定されている。逆に瞬獄殺が出るまでの画面暗転を確認してから、対処が可能なスーパーコンボでもある。
『ストIII』シリーズにおいてはどのスーパーアーツを選択していてもゲージストックMAX時専用で使用可能。
『ウルIV』オメガエディションでは攻撃キャンセルで発動し、コンボとして成立する優れた性能となった。
『ストV』ではVトリガー発動中に発動可能。シリーズでは初めて、瞬獄殺の暗転中の動作が明らかになった。通常のクリティカルアーツ発動音とは違う、独自の効果音で発動する。
『スト6』ではクリティカル専用技で、かつ残り体力25％以下の時に発動可能。前作『ストV』の時よりも暗転中の動作がさらに明確に描写されている。また、この技でKOすることが確定している場合、通常は発動時にのみ出現する文字演出が、技の動作中およびフィニッシュ時にも出現する。
SA1 - 滅殺豪波動（めっさつごうはどう）
「灼熱波動拳」の強化版。震脚を踏んで気を溜め、「豪波動拳」3〜8発分を濃縮した気弾を発射する技。性質はリュウの「真空波動拳」の上位互換。『X-MEN』から使用。
ヒット数は作品やレベルにより異なるが、『ZERO』シリーズでのLv3、『ストIII』シリーズでは最後の弾で相手を燃やす。『ZERO』シリーズにて相手の飛び道具を相殺する際にこの技を使うと、最も攻撃力の高い1段目から相殺していくためにダメージが激減する。
『ZERO2』では弾の飛行スピードが前作よりも遅くなっている。
『ストIII』シリーズでは気弾の大きさが上半身サイズに巨大化している。
『X-MEN』ではコマンドが「滅殺豪昇龍」と重複しており、最後の「→入力」があるかの違いでしかない。それ以降の『ZERO』シリーズや『CvS』シリーズではコマンドが変更された。
『X-MEN VS. STREET FIGHTER』以降の『マーヴルVS.』シリーズでは、太いビーム状になっており、相手を燃やす効果がある。『MVC3』では後述の「天魔豪斬空」のように無数の「豪波動拳」を連射する仕様の「滅殺豪波動・阿形」となったが、発動直後に強攻撃を押しっぱなしにすることで、太いビーム状の気を放つ従来の仕様の「滅殺豪波動・吽形」に変化する。
『鉄拳7FR』では独自にスーパーコンボとして使用する。
SA1' - 天魔豪斬空（てんまごうざんくう）
空中で一旦静止し、気を練ってから、多段ヒットする「斬空波動拳」を放出する。気弾を撃った後は反動で後方に跳ねる（『マーヴルVS.』シリーズを除く）。『ZERO』シリーズから使用。
『ZERO2』にて、スーパーコンボゲージがLv.2以上溜まっている状態で空中でオリジナルコンボを発動し、直後にこの技のコマンドを入力すると、オリジナルコンボ中にもかかわらずこの技が発動される。
『ストIII』シリーズではSA1「滅殺豪波動」の空中版として扱われ、それを選択時に使用できる。また、このシリーズでは気弾のサイズが上半身サイズ（他シリーズでは「斬空波動拳」と同じサイズ）とかなり大きなものになっている。『ハイパーストリートファイターZERO』の赤S-ISMも『ストIII』と同様に大きくなっているが、実際の気弾の攻撃範囲は小さい。
『ウルIV』オメガエディションと『ストV』では「斬空波動拳」のEX必殺技として追加された。
『EX』シリーズと『スト6』では両掌で構えて斜め下に放つ。
『マーヴルVS.』シリーズでは空中に浮いたまま無数の「斬空波動拳」を連射する。エリアルレイヴに組み込める他、体力を削るにも使えるなど実用性が高くなっている。ただし、『X-MEN VS. STREET FIGHTER』のみコマンド入力完了してから技発動までが非常に遅いため、エリアルレイヴに組み込めない。『MVC3』では、波動を片手で連射する従来の技を「天魔豪斬空・阿形」と呼称し、発動直後に強攻撃を押しっぱなしにすることで、斜め下に太いビーム状の気を放つ技「天魔豪斬空・吽形」に変化する。
『ポケットファイター』では2発弾を撃ち、ヒット数も他の作品より多いが、撃った後に海パン一丁になり空中からの飛び込みを披露するため、従来のより着地後の隙が大きい。
SA2 - 滅殺豪昇龍（めっさつごうしょうりゅう）
豪昇龍拳を連続して繰り出す技。性質はケンの「昇龍裂破」に近い。『X-MEN』から使用している。
「豪昇龍拳」同様、『マーヴルVS.』シリーズでは『マーヴル・スーパーヒーローズ VS. ストリートファイター』以降は拳に紫色の炎を纏うようになっている。『ハイパーストリートファイターZERO』の赤S-ISMでも纏っているが相手を燃やす効果はない。
これまでの作品では「昇龍裂破」との違いはあまりなかったが、『ストIII 3rd』では差別化が図られた。「昇龍裂破」はヒット数は3+3+6と多いが1ヒット当たりの威力は小さく、それに対して「滅殺豪昇龍」はヒット数は2+2+3と少ないが最後の3ヒットの威力が大きいという違いがある。特に3回目の「豪昇龍拳」の威力は1〜2回目が当たらず、3回目だけが当たった場合は全段クリーンヒットさせるよりもダメージが大きい場合がある（コンボ補正の影響）。『MVC2』でも同様に「昇龍裂破」とは差別化が図られている。
SA3 - 滅殺豪螺旋（めっさつごうらせん）
「竜巻斬空脚」の構えを取り、相手を巻き込みながら垂直上昇（9回転）し、「前蹴り」→「空中回し蹴り」で締める。『ストIII 2nd』から初登場、『CvS』シリーズでは使われていない。
『MVC2』では「竜巻斬空脚」同様に電撃を纏う。
SA3' - 滅殺豪旋風（めっさつごうせんぷう）
「滅殺豪螺旋」を空中で発動したものはこう称され、こちらはその場に滞空（『2nd』では2回転、『3rd』では4回転）後に垂直上昇（『2nd』では6回転、『3rd』では4回転）し、「前蹴り」→「空中回し蹴り」で締める。
この技は『MVC2』では使用不可になっている。
金剛國裂斬（こんごうこくれつざん）
掌に気を集中させ（『III 3rd』と『最強ファイターズ』では、大きく引絞るように振り被り）、雷と共に拳を地面に深く叩き付ける（1ヒット）。叩き付けた拳の前後から各3本、放射状に生じた衝撃波（9ヒット）で相手を倒す。
本技はキャンセルで出すことができず、初段パンチのみブロッキング不能となっている。初段の威力は非常に高く、ダメージレベル設定次第では体力満タンから一撃で即死というものとなっている（例：トゥエルヴの「X.C.O.P.Y」終了モーションに当てるなど）。
元々は『ストIII 2nd』のエンディングで使用し（このときエアーズロックを破壊）、『ストIII 3rd』でゲーム中に使える技として実装された。「瞬獄殺」と並ぶゲージストックMAX時専用スーパーアーツ。
『ストIII 3rd』以外では『頂上決戦 最強ファイターズ SNK VS. CAPCOM』でのみ隠し必殺技として登場している。
『スト6』では、ゲーム内イベントに登場するCPU専用キャラクター「SiN豪鬼」の専用技として「Lv.2スーパーアーツ」で登場。また、通常の豪鬼使用時においても試合中に隠しコマンド入力で使用可能となる。
禊（みそぎ）
『ストリートファイターX鉄拳』で使用するスーパーアーツおよび「クロスアーツ」。『6』ではゲーム内イベントに登場するCPU専用キャラクター「SiN豪鬼」の専用技として「Lv.2スーパーアーツ」で登場。また、通常の豪鬼使用時においても試合中に隠しコマンド入力で使用可能となる。
スーパーアーツ版
コマンド入力と同時に上空に飛び上がり「受けてみよ！」と言い放つと相手の背後に拳を降ろしながら落下する。
ヒット時は相手の頭に拳を叩きつけそのまま地面にねじ伏せ、相手の顔面に殺意の波動を打ちつける。顔面に打ち付けられた波動は貫通し地面に流れ、その余波で相手の顔面を中心に地面が「天」の字に隆起する。
ヒットしないと地面に拳を叩きおろし周囲に波動を噴出させる「赤星地雷拳」のような技になる。
クロスアーツ版
『ストIV』のセービングアタックの動作で掌底を打ち付け、ヒットすると上空に跳び上がり背中から相手を斬り裂く。その後、相手の頭を掴んでタッグの方へ投げ飛ばす。
崩天劫火（ほうてんごうか）
「金剛灼火」の強化版。

### ウルトラコンボ
UC1 - 真・瞬獄殺（しん・しゅんごくさつ / Wrath of the Raging Demon）
『ストIV』のウルトラコンボIで「瞬獄殺」の上位版。ヒット数が27と増加している。「真・瞬獄殺」のコマンドは「弱P・弱P・←・弱K・強P」で発動し、ノーマル版との違いはレバーの前後の違いのみ。「一瞬千撃」のカットインとともに凄まじい量の打撃を叩き込む。このカットインは中平正彦の漫画『RYU FINAL』での瞬獄殺の炸裂シーンの背景文字「一瞬千撃 抜山蓋世 鬼哭啾啾 故豪鬼成」に由来。
『鉄拳7FR』でも、同様の演出で使用する。『ストV』では「瞬獄殺」の名前だが発動時に白い「一瞬千撃」の字が浮かぶ。
UC2 - 天衝海轢刃（てんしょうかいれきじん / Demon Armageddon）
初出は『ストIII 3rd』のエンディングで、生身にて深海の沈没船上で本技を出して海を裂き、反動で沈没船と己を海上に衝き上げるも、詳細な挙動は不明であった。
『スパIV』でウルトラコンボIIとして実装される。
「滅殺豪螺旋」の強化版とされ、殺意の波動を纏った上段回し蹴りを放ち、これがヒットすると相手は斜め上空へ吹き飛ぶ。すかさず凄まじい勢いの「竜巻斬空脚」で渦を描くように舞い上がり、その最高点から勢いのままに相手に跳び蹴りを放つ。その際、血飛沫のような「天」の字が相手の背に浮かんでから粉々に砕け散る演出が挿入される。また、相手を突き抜けるため、技後は相手との位置が入れ替わる。この技でKOすると、黒いあけぼのフィニッシュ（瞬獄殺フィニッシュの「天」のない仕様）となる。

### クリティカルアーツ
赤鴉空裂破（せきあくうれつは）
初出は『スパIV』のエンディングで、空に向けて放った気を中心に、周囲の木々や草叢が更地と化した。
『V』で実装され、掲げた掌に火球を生成し、地面に向けて打ち付け巨大な火柱を空に向け放つ技になった。
1ヒットのみで豪鬼の前方で炎柱が立つため、飛び越そうとした相手には当たりづらい。
「赤鴉（セキア）」とは神話における太陽の異名。
禍坏（まがつき）
相手を捩じ伏せ、頭部に拳を叩き込む。

### デモでのみ使用した技
大赤焉（ダイセキエン）
『CAPCOM FIGHTING Jam』のエンディングで神・豪鬼が使用した、地球に飛来した超巨大隕石を粉砕した技。
天覇涛砕斬（テンハトウサイザン）
『SVC CHAOS』のエンディングで真・豪鬼が使用した技。振り下ろした手刀で海を真っ二つに裂いた技。
無道天衝（ムドウテンショウ）
『ストV』のキャラクターストーリーで使用した技。太古の戦士ネカリの体内に吸収された際、殺意の波動を全身から放ち炸裂させた。
崩天正拳撃（ホウテンセイケンゲキ）
『ストV』の影ナル者のキャラクターストーリーで使用した技。強力な正拳突きで、殺意の波動そのものである影ナル者を打ち消した。

### 鉄拳7 FATED RETRIBUTION
バンダイナムコエンターテインメントの格闘ゲーム『鉄拳7 FATED RETRIBUTION』で使用する攻撃。

#### 投げ技
豪衝破（ごうしょうは）
相手の胸倉をつかみ、前方に大きく踏み込んで鳩尾あたりに掌底を叩き込み吹き飛ばす。
相手の正面、右側、背後ではこの投げ技になる。
朱裂刀（しゅれっとう）
相手の胸倉をつかみ、引き寄せた後、バランスが崩れた相手の背中に手刀を打ち込んで地面に叩き伏せる。
相手の正面、左側ではこの技になる。

#### 必殺技（鉄拳7）
豪波動拳（ごうはどうけん）
掌から紫色の気の弾を発射する。『鉄拳』側のキャラクターは基本的に「豪波動拳回避技」ガードか横移動による回避しかできない。左パンチボタンで発動すると遅く、右パンチボタンで発動すると速くなる。
判定は「特殊中段」
灼熱波動拳（しゃくねつはどうけん）
構えを取って力を溜めた後、炎を帯びた「波動拳」を放つ。左パンチボタンで発動すると1ヒット、右パンチボタンで発動すると3ヒットになる。
判定は左パンチボタンで「特殊中段」、右パンチボタンで「特殊中段・特殊中段・特殊中段」。
豪昇龍拳（ごうしょうりゅうけん）
ジャンピングアッパーを繰り出す。空中連続ヒットする効果を持つ。左パンチボタンで発動すると1ヒット、右パンチボタンで発動すると3ヒットになる。
判定は左パンチボタンで「特殊中段」、右パンチボタンで「特殊中段・特殊中段・特殊中段」。
百鬼襲（ひゃっきしゅう）
体を丸めて回転ジャンプし、そこから派生技を繰り出す。左キックボタンで発動すると短く、右キックボタンで発動すると長く跳ぶ。
判定は「特殊動作」。
百鬼豪斬（ひゃっきごうざん）
百鬼襲から入力無しで、着地と同時に発動される短いスライディング。
判定は「下段」。
百鬼豪衝（ひゃっきごうしょう）
「斬空波動拳」の動作から掌底打を放つ。
判定は「中段」。
百鬼豪破殺（ひゃっきごうはさつ）
新規追加された必殺技。手刀で地面を打ち付ける。「百鬼豪衝」よりも発生が遅く技後の隙が大きいが威力が大きい。
判定は「中段」。
百鬼豪旋（ひゃっきごうせん）
新規追加された必殺技。空中で横回し踵蹴りを繰り出す。名称自体は『ポケットファイター』が先出だが、そちらはダッシュから錐揉み回転しながらの頭突きとなっている。
判定は「中段」。スクリュー誘発技で、ホーミングアタック。
百鬼豪刃（ひゃっきごうじん）
その場で外回りに旋回し「天魔空刃脚」の裏向きの構えで急襲する。
判定は「中段」。
百鬼豪砕（ひゃっきごうさい）
相手の頭部を片手でつかんでから1回転して前方に投げ捨てる。
判定は「投げ技」。
竜巻斬空脚（たつまきざんくうきゃく）
その場で地面を蹴って飛び上がり、回転しながら足を振り回しつつ前方に移動する。左キックボタンで発動すると1ヒット、右キックボタンで発動すると3〜4ヒットになる。ボタン入力直後にレバーを前斜め上に入力しておくと、弧を描くように高く飛ぶ。
判定は左キックボタンで「上段」、右キックボタンで「特殊中段・上段・上段・上段」。
空中竜巻斬空脚（くうちゅうたつまきざんくうきゃく）
空中から降下しながら「竜巻斬空脚」を繰り出す。
判定は「中段」。
斬空波動拳（ざんくうはどうけん）
空中から地上に向けて片手で「豪波動拳」を放つ。左パンチボタンで近くの地面、右パンチボタンで遠くの地面に向かって放つ。
判定は「中段」。
阿修羅閃空（あしゅらせんくう）
片足立ちの構えを取り、前方や後方に残像を発しながら滑るように移動する。
判定は「特殊動作」。

#### EX必殺技
EX豪波動拳
2ヒットする「豪波動拳」を撃つ。
判定は「特殊中段・特殊中段」。
EX灼熱波動拳
発生が早い「灼熱波動拳」を撃つ。
判定は「特殊中段・特殊中段・特殊中段」。
EX豪昇龍拳
3ヒットの「豪昇龍拳」を繰り出す。カウンターヒット時は「滅殺豪昇龍」になる。
判定は「特殊中段・特殊中段・特殊中段」。
滅殺豪昇龍（めっさつごうしょうりゅう）
カウンター時にのみ「EX豪昇龍拳」で発動できる。2ヒットの「豪昇龍拳」、3ヒットの「豪昇龍拳」の連撃。
判定は「特殊中段・投げ技」。カウンターヒットすると特殊視点になるため2ヒット以降は「投げ技」となっている。
EX竜巻斬空脚
その場で少し上昇しながら飛び上がり+3ヒットの「竜巻斬空脚」を繰り出す。
判定は「特殊中段・特殊中段・特殊中段・特殊中段」。
EX空中竜巻斬空脚
空中から降下しながら「竜巻斬空脚」を繰り出し、相手を吹っ飛ばす。
判定は「特殊中段」。スクリュー誘発技。
EX斬空波動拳
2発連続で「斬空波動拳」で繰り出す。
判定は「特殊中段」。
飛旋脚〜EX斬空波動拳
「飛旋脚」ヒット直後に「EX斬空波動拳」を繰り出す。
判定は「中段・特殊中段・特殊中段」。
飛旋脚〜EX竜巻斬空脚
「飛旋脚」ヒット直後に「EX竜巻斬空脚」を繰り出す。
判定は「中段・特殊中段・特殊中段・特殊中段」。

#### 固有技
尖撃（せんげき）
『ウルIV』での立ち弱パンチ。
判定は「上段」。
鬼門連弾（きもんれんだん）
「尖撃」「尖撃」のコンボ
判定は「上段・上段」。
鬼門連突（きもんれんとつ）
「尖撃」のヒット後、逆の腕で掌底を叩きこむ。
判定は「上段・中段」。
六腑潰し「ろっぷつぶし」
『ウルIV』での近距離立ち強パンチ。
判定は「特殊中段」。
鬼哭連斬（きこくれんざん）
上段回し蹴りを放った勢いでそのまま逆の足による上段回し踵蹴りを繰り出す。
判定は「上段・上段」。
セービングアタック
パワークラッシュで、他キャラクターとは違い下段も受けることができるが2回までしか受けられない。また上段判定となっているためしゃがみ相手には当たらない。
判定は「上段」最大まで溜めると「上段ガード不能」。ダッシュで動作キャンセル可能。パワークラッシュ。
竜刃脚（りゅうじんきゃく）
脇腹に蹴りを叩きこむ。
判定は「中段」。
鬼首狩り（おにくびかり）
「鬼哭連斬」より発生が遅い上段の回し蹴りで、相手を吹っ飛ばす。
判定は「上段」。スクリュー誘発技。ホーミングアタック。
頭蓋破殺（ずがいはさつ）
振りかぶって手刀を打ち下ろす。
判定は「中段・中段」。
飛旋脚（ひせんきゃく）
飛び上がってローリングソバットを繰り出す。『ウルIV』の殺意の波動に目覚めたリュウの「旋武脚」と同じ。
判定は「中段」。ホーミングアタック。
獄門掌（ごくもんしょう）
腹部へアッパーを打ち込んだ後、仁王殺（狂オシキ鬼の立ち強パンチ、上段の掌底打ち）を繰り出す。
判定は「中段・上段」。
頭蓋豪破殺（ずがいごうはさつ）
腹部へアッパーを打ち込んだ後、頭蓋破殺を繰り出す。
判定は「中段・中段・中段」。
怒髪天衝（どはつてんしょう）
ボディブローがヒットすると、しゃがみ強パンチの動作で相手を高く飛ばす。
判定は「中段・中段」。
獄殺轟天蹴（ごくさつごうてんしゅう）
ボディブロー→右膝蹴り→上段足刀蹴りの連撃。
判定は「中段・中段・中段」。
横蹴り（よこげり）
『ウルIV』での遠距離立ち中キック。
判定は「中段」。
鬼突脚（きとつきゃく）
中段の足刀蹴り。
判定は「中段」。
伏尖撃（ふくせんげき）
『ウルIV』でのしゃがみ弱パンチ。
判定は「特殊中段」。
伏尖掌底（ふくせんしょうてい）
「伏尖撃」「掌底」の連撃。
判定は「特殊中段・特殊中段」。
掌底（しょうてい）
『ウルIV』でのしゃがみ中パンチ。
判定は「特殊中段」。
くるぶしキック
『ウルIV』でのしゃがみ中キック。この技を基盤に「豪波動拳」などに派生する。
判定は「下段」。
足払い（あしばらい）
『ウルIV』でのしゃがみ強キック。
判定は「下段」。
蓋壊拳（がいかいけん）
肘回し打ち。
判定は「上段」。
断裂刀（だんれっとう）
横腹に手刀を叩きこむ。
判定は「中段」。
腿斬脚（たいざんきゃく）
『ウルIV』での遠距離弱キック。
判定は「下段」。
灼熱滅掌（しゃくねつめっしょう）
ダッシュ中の掌底がヒットすると、逆の腕で炎を纏った掌底を打ち込む。
判定は「中段・中段」。
岩裂斬（がんれつざん）
回すように足を振り上げ、踵落としを繰り出す。
判定は「中段」。
瞬刃壊打（しゅんじんかいだ）
「鬼哭突き」の動作で相手を吹っ飛ばす。
判定は「上段」。
天魔空烈脚（てんまくうれつきゃく）
ダッシュ中に素早く飛び上がり、素早く下降する「天魔空刃脚」を繰り出す。
判定は「上段」。
肘打ち（ひじうち）
『ウルIV』での近距離立ち弱パンチ。
判定は「上段」。
蒼天衝（そうてんしょう）
身を乗り出すようにアッパーで相手を吹っ飛ばす。
判定は「中段」。
突膝蹴り（とつひざけり）
『ウルIV』での近距離中キック。
判定は「中段」。
鉈斬（しざん）
踵落とし。蹴り上げ+踵落としの2ヒット。
判定は「中段・中段」。
肘落とし（ひじおとし）
『ウルIV』での垂直ジャンプ弱パンチ。
判定は「中段」。
豪空閃撃（ごうくうせんげき）
『ウルIV』での垂直ジャンプ強パンチ。
判定は「中段」。
前蹴り（まえけり）
『ウルIV』での垂直ジャンプ弱キック。
判定は「中段」。
鬼首斬り（おにくびぎり）
『ウルIV』での垂直ジャンプ強キック。
判定は「中段」。
豪空拳（ごうくうけん）
『ウルIV』での斜めジャンプ弱パンチ。
判定は「中段」。
豪空撃（ごうくうげき）
『ウルIV』での斜めジャンプ強パンチ。
判定は「中段」。
落砕蹴（らくさいしゅう）
『ウルIV』での斜めジャンプ弱キック。膝蹴りで下降する。
判定は「中段」。
飛び足刀（とびそくとう）
『ウルIV』での斜めジャンプ強キック。
判定は「中段」。
天魔空刃脚（てんまくうじんきゃく）
空中で急停止して、斜め下に蹴りで下降する。
判定は「中段」。
挑発
後ろ足で地を響かせ腰を低く構え気を高める動作を取り、次に出す技の攻撃力が上昇する。ストーリーモードのスペシャルチャプターで戦う豪鬼は、この挑発を行うことで、スーパーコンボゲージが最大になる。
滅殺豪波動（めっさつごうはどう）
『鉄拳7FR』において豪鬼が独自に持つ「スーパーコンボ」。「豪波動拳」の強化版。
判定は「特殊中段・特殊中段・特殊中段・特殊中段・特殊中段」。
真・瞬獄殺（しん・しゅんごくさつ）
『ウルIV』よりも性能が遥かに優れる。
レイジアーツのため、攻撃を受け流すパワークラッシュ状態となる他、移動速度が『ウルIV』よりも早い。
相手のジャンプに合わせて発動すると、ほぼ確実に掴むことができる。
判定は「投げ技」。

## キャラクターのバリエーション

### 真・豪鬼
真・豪鬼とは真の力を解放した豪鬼のこと。プレイヤーキャラクターとしての豪鬼はゲームバランスの観点から弱めに調整され、本来のボスキャラクターとしての強さを持った豪鬼は真・豪鬼と呼んで区別される。プレイヤーは家庭用移植版の隠し要素などで操作できるのみで、アーケードゲームでは『ストリートファイターZERO3↑』のみ使用可能。
通常の豪鬼とは同一人物であり、ストーリー上で他のキャラクターから「真・豪鬼」と呼ばれることはない。ただし例外として、『SNK VS. CAPCOM SVC CHAOS』では、豪鬼と真・豪鬼がストーリー上も区別されており、『ストリートファイターZERO2』および『ストリートファイターZERO2 ALPHA』では、ストーリー上は同一であり対戦前会話やエンディングなど通常豪鬼と同じだが、真・豪鬼の勝利セリフは「……」という沈黙を表すもののみとなっている。なおこの2作品では真豪鬼はCPU専用であり、登場時は専用の会話が用意されている。家庭用でのみプレイヤーが操作可能。
「真・豪鬼」という名称が初めて登場したのは『ストリートファイターZERO2』。開発者インタビューによると、「プレイヤーに挑戦する」という意味で作られたキャラクター。青い道着を着ていることから開発者の間では「青いシンゴウキ」と呼ばれていた。
豪鬼の初登場作品である『スパIIX』ではCPU専用の隠しボスキャラクターとして登場していたが、この当時は豪鬼自体の名前も伏せられており、隠しコマンドで使用できる豪鬼と区別が付かなかったほか、真・豪鬼という名称も使われておらず、単に豪鬼と呼ばれていた。ただし、キャラクターの以下の挙動からこの2者を見分けることはできる。
- 「斬空波動拳」で弾を2発出す（プレイヤーが操作する豪鬼は通常1発）。また、2発目を撃つ都合上、1発目の発射が速くなっている。
- 「阿修羅閃空」の動作終了後の隙がない（プレイヤーが操作する豪鬼は硬直時間が付く）
- 「灼熱波動拳」の硬直時間が短い
- 立ち強パンチがキャンセル可能

これらは対戦でのバランスの観点上、プレイヤーキャラクターには意図的に調整された部分である。通常の豪鬼にはない特徴を備えており、その強さは豪鬼を凌駕する。
『ZERO』以降の作品では、当時のCPU版が真・豪鬼としてCPU専用キャラクターとなり、当時のプレイヤーキャラクター版が隠しコマンドを使用するなどの条件の下で（作品によってはデフォルトで）使用可能になったため、単に豪鬼と呼ぶと『スパIIX』当時の使用キャラクター版を指すことが多くなった。また、その過程で「瞬獄殺」の発生および突進速度の飛躍的上昇・移動距離増加・特性変更（「移動投げ」から「ガード不能の打撃技」に変更）も相まって、通常の豪鬼とさらに差別化が図られている。また、『スーパーストリートファイターII X REVIVAL』-『ストリートファイターZERO3↑』ではデフォルトの道着の色が通常の豪鬼が黒に近い紺色なのに対して、真・豪鬼は青紫色となっている。
ドリームキャスト版『スーパーストリートファイターII X for Matching Service』では、条件を満たすとCPU仕様の豪鬼（真・豪鬼）とそのCPU仕様に瞬獄殺が追加された豪鬼を操作キャラクターとして使用することができる（コマンドは今までのシリーズと同じ）。また、ゲームボーイアドバンス版『スーパーストリートファイターII X REVIVAL』でも条件を満たすことで前述の「瞬獄殺」が追加された豪鬼（この作品では真・豪鬼）が使用可能。ただし、「瞬獄殺」の性能はこちらの方が上である（先述の通り、移動速度および相手がつかみ間合いで地上にさえいれば必ずつかめるなど）。
『ウルII』では特定のコマンド入力で登場する隠しキャラクターとして登場。プレイヤー専用キャラクターとして登場する。ディスプレイネームは「SHIN GOUKI（海外版はSHIN AKUMA）」と表示される。「斬空波動拳」を2発発射したり、「瞬獄殺」の性能が上昇するなどの性能の違いがある。アーケードモードでは条件を満たすと真・豪鬼と同性能の豪鬼が隠しボスとして出現する。なお、オンライン対戦では使用できない。
CPUの豪鬼が真・豪鬼となった作品には以下のものがある。
ストリートファイターZERO
一定条件を満たすと最終面に乱入してくるCPU豪鬼は、厳密に言えば「真・豪鬼」ではなく、外見は通常の豪鬼と変わらない。しかしプレイヤー版よりも攻撃力、防御力共に上昇しているほか、全ての通常技にキャンセルをかけることができ（しゃがみ強キック→しゃがみ強キックやしゃがみ強キックの隙部分のみをキャンセルなど）、「瞬獄殺」の移動速度は真・豪鬼同様に速く、移動距離も長い。
ストリートファイターZERO2 （『ALPHA2』と『ZERO2 ALPHA』も含む）
一定条件下で最終面の前に乱入してくる。豪波動拳の出が豪鬼と比べて速く、さらに隙も非常に少ない。2発撃つ斬空波動拳の角度が1発は深く、もう1発は浅い（他シリーズでは2発とも同じ角度で連なっている）など、通常の豪鬼を遥かに凌ぐ強さを持つ。『ZERO』に比べると反応の鋭さはやや控えめとなっている。
ストリートファイターZERO3（家庭用および『↑』も含む）
殺意の波動に目覚めたリュウの最終ボス。『ZERO2』に比べると豪波動拳の出が遅くなっているが、瞬獄殺がのけぞり中やガード硬直中にも決まるガード不能の打撃技となったことで、連続技に組み込めるようになっている。
ストリートファイターIII 2nd IMPACT
最終戦にたどり着くまでに一定条件を満たすと、豪鬼が乱入してきて対戦相手を倒し、闘うことになる。その豪鬼を一定条件下で倒すと、真・豪鬼となって復活する。この真・豪鬼を倒すと、特別なエンディングになる。

スーパーストリートファイターIV
『ストIV』の豪鬼乱入条件を満たせば登場。厳密には真・豪鬼としての登場ではなく豪鬼名義。『スパIV』でプレイヤーが使用できる豪鬼は性能面で弱体化調整された部分があるが、こちらは調整を施されていない性能。主なものは以下の通り。
- 「豪波動拳」と「灼熱波動拳」は硬直が短く、連射が容易。
- 「斬空波動拳」は角度を変えて2連射し、EX版は角度を変えて4連射。
- 「豪昇龍拳」は3ヒット、EX版は6ヒット。
- 「（真・）瞬獄殺」は長い無敵時間が付く。
- 「天衝海轢刃」は初段の振り上げた足の攻撃判定が下方に大幅拡大され、連続技に組み込めるように。

ストリートファイターV
アーケードモードで特定の条件を満たすと登場するほか、定期配信されるエクストラバトルに登場。
全体的な攻撃力が大幅に上昇している他、Vトリガーの「怒髪衝天」が常時解放状態になっている（ただし「豪波動拳」「斬空波動拳」「豪昇龍拳」はヒット数増加や派生攻撃は無い）。またエクストラバトルではEXゲージが最初から満タンである。
ストリートファイター6
「SiN豪鬼」の名称で、ゲーム内イベント「GIANT ATTACK」におけるCPU専用キャラクターとして登場。バトルハブ内に設置された専用筐体から対戦できる他、「アバターバトル」モードでも対戦することが可能。
また、プレイヤーが通常の豪鬼を操作時に、隠しパーソナルアクションである「おにぎりを食べる」ことによって「SiN豪鬼」に変身できる（ただし、変身には非常に時間がかかる）。
「斬空波動拳」で弾を2発出す、通常のSA1・SA2の他に「禊」「金剛國裂斬」も使用するなどの違いがある。また、「瞬獄殺」発動時には背中に「神鬼」の文字が浮かび上がる（「狂オシキ鬼」と同様）。
CAPCOM VS. SNK MILLENNIUM FIGHT 2000 PRO
一定条件下で最終面に出現する豪鬼が、『PRO』では斬空波動拳を2発撃つなどの真・豪鬼仕様となっている。『ZERO』と同じく、厳密には「真・豪鬼」ではない。なお、初期版・『PRO』とも最終ボスがギースになる予定だった場合のみ専用のステージ「啜ノ谷」が出現し、ベガの場合は彼に手刀を見舞うという形で乱入してくる（後述するように、これが『CVS2』の「禊」の原型とされている）。
SNK VS. CAPCOM SVC CHAOS
名前上は「真・豪鬼」であるが、後述する「神・豪鬼」の技「禊」が追加されている。
ジャンプ下降中に斬空波動拳を出すと波動を一発のみ発射するが、通常の豪鬼のモーション（片手で構えた後もう片方の手で気弾を発射する）と同じ動作をするようになっている。
鉄拳7 FATED RETRIBUTION
ストーリーモードのスペシャルチャプターで闘うことになる。黒、紫、白が混ざった炎を纏い、全体的なスピードが上昇している。遠距離にいると灼熱波動拳を3連続で撃つといった通常時にはない攻撃も行う。また滅殺の構え（挑発）はセービングアタック同様に攻撃を受け流すことができ、行うとスーパーコンボゲージが一瞬で最大になる。最高難易度で闘うと、ブロッキングをする。

### 神・豪鬼
神・豪鬼（SHIN GOUKI,英：SHIN AKUMA）とは、『CvS2』にて殺意の波動とルガール・バーンシュタインに注入された暗黒パワーを併せ持った豪鬼のこと。『CAPCOM FIGHTING Jam』でも登場。
『CvS2』では大阪城の屋根の上で破ったルガールに暗黒パワーを注入され、力が飽和した状態となっている。殺意の波動と暗黒パワーを得たことで強大な力を発しているが、相容れぬ極性を持った2つの力が体内で反発し合い、己の身体を蝕みつつある。また、この状態では髪と目の色が完全に白くなるほか、勝利ポーズの道着の背面や瞬獄殺のフィニッシュの背景に描かれた文字が「神」になる。

#### 特徴
『CvS2』での神・豪鬼
一定条件の下で最終面に神・豪鬼が出現する。なお、本作のCPU神・豪鬼は攻撃力補正の関係もあり、LV3スーパーコンボはほぼ即死という威力を誇る。反面、プレイヤーが使用すると防御力が極端に低下し、被ダメージが大きくなるため、相手キャラクターとGROOVE、そして技によっては一撃で体力満タンから即死となる。
『CAPCOM FIGHTING Jam』での神・豪鬼
一定条件の下で最終面の後に神・豪鬼が出現する。『ストリートファイターII』シリーズ枠からの登場だが、回り込み、小ジャンプ、チェーンコンボ、ブロッキングなど他のシリーズの技も使える（小ジャンプは同作では神・豪鬼専用である）オールマイティな性能となっている。反面、プレイヤーが使用すると防御力が低下し被ダメージも大きくなる。

#### 神・豪鬼の技
ここでは通常の豪鬼も使用するものは省略する。

##### 神・豪鬼の必殺技
天魔朱裂刀（てんましゅれっとう）
先述の昇龍煉獄と同様の当て身打ち技だが、禊（後述）と同様の手刀打ちで反撃する。
スーパーコンボにも反撃できるが、取った後の反撃動作が視認できる程度の速さのために、即座に反撃できずに回避されてしまう場合がある。コマンドの関係上即座に出しにくく、加えて神・豪鬼の耐久力の関係上、決めるリスクが高い割りに受ける恩恵は小さい。

##### 神・豪鬼のスーパーコンボ
禊（みそぎ）
相手の上空に一瞬で回り込み、飛び降りつつ渾身の手刀打ちで相手を斬り裂く。『CvS2』から使用。
『CAPCOM VS. SNK』（以下『CvS』と表記）では本来の最終ボスがベガで、豪鬼出現条件を満たした際の演出で彼に決めたのがこの技。
『SVC CHAOS』では真・豪鬼がEXCEEDとして使用しており、ガード不能技になったが、連続技には組み込めなくなり威力が落ちた。
『ストリートファイター X 鉄拳』では豪鬼が「クロスアーツ」で使用し、「スーパーアーツ」でも使用するがこちらは演出が大きく異なる。

### 狂オシキ鬼
『スーパーストリートファイターIV アーケードエディション』にて初登場。殺意の波動にさらされ続けた結果、完全に人外の姿に変貌した豪鬼である。人間としての肉体や感情はほぼ失われており、純粋に戦いのみを求める存在であるとされている。豪鬼よりも体格が大柄になっているほか、常に黒と青紫と青白の色が混ざった殺意の波動を全身から漂わせる。ゲーム上での表記は「Oni（鬼）」。
元々多くのユーザーから真・豪鬼のプレイアブルキャラクター化を要望されていたが、真・豪鬼はプレイヤーに越えてほしい存在であってプレイヤーに使ってもらいたいキャラクターではないということもあり、真・豪鬼をも超える存在として誕生した。ベースとなる豪鬼との差別化をコンセプトとしており、狂オシキ鬼という形容詞的な名前にすることで人間を超えた存在であることを表現している。

#### 狂オシキ鬼のキャラクター設定
青黒い肌で青白く光る伸びた髪、体格は豪鬼の時よりも剛拳のような筋骨隆々になっており、道着の上半身は吹き出る波動によって引き裂かれ、首に巻いていた数珠は自ら引きちぎり、波動の余波で消し去っている。骨格や体格は完全に変化しており、額には角のような丸い突起があり、両鎖骨部には鎖骨大の瘤が7つ存在し、背中では僧帽筋と棘下筋が膨れ上がり奇妙な形を成す。豪鬼よりも重く、響くような声に変化している。
狂オシキ鬼となってからリュウと死合い、「冥恫豪波動」で滅殺する。剛拳と死合う際には、「我等が縁は既に立ち消えた」と言い放つ。
人の言葉や豪鬼の記憶自体は残っているが、人格は死合いを求めるだけのそれになっており、「我等が立つ此処は奈落、既に帰路は無し」「我が前に音は無く後に声は無し」「宿命を外れし者」「万物の理も我が前には無益」など、自身がもはや人ではない存在であることを示している。
カプコンのゲーム『アスラズ ラース』のダウンロードコンテンツでは敵キャラクターとして登場する。自身より遥かに巨大な「轟雷波動拳」を放ったり、周囲に青い波動の柱を立てる、体に波動を回転させるように纏わせ宙を舞うなど、『スパIV』では明らかにされなかった真の強さを発揮する。

#### 狂オシキ鬼のキャラクター性能
設定上は豪鬼と同一人物だが、キャラクター性能は大きく変更されており、豪鬼と同じ技でも性質が変化したものもある。
豪鬼より体力値や気絶耐久値が向上しており、「耐久力の低さ」という豪鬼の弱点を克服している。また、「斬空波動掌」「羅漢断塔刃」「赤星地雷拳」などの奇襲性能に優れた新技が追加されている一方、豪鬼が使用していた「斬空波動拳」「阿修羅閃空」「百鬼襲」などの技が使用できなくなっている。『ウルIV』オメガエディションでは全体的に性能が変化し、攻めや締めの手段が豊富となった。
特定の攻撃では攻撃時に手足が赤白く光り、背中に「天」または「无」のような文字が赤白く光っている。
「シャドルー格闘家研究所」の「キャラ図鑑」では、「羅漢断塔刃や赤星地雷拳など荒々しい技で敵をなぎ倒していく」と説明されている。

#### 狂オシキ鬼の通常技
豪鬼の通常技をベースに、新たに追加された技を使う。また、地上通常技は「→」入力（右向き時）で動作が変化する。ここでは豪鬼の通常技と狂オシキ鬼の通常技の名称を記載する。新たな通常技は後述。
| 操作     | 立ち                    | しゃがみ         | 垂直ジャンプ | 斜めジャンプ |
| -------- | ----------------------- | ---------------- | ------------ | ------------ |
| 弱パンチ | ジャブ / 掌底           | ジャブ           | 肘落とし     | ジャブ       |
| 中パンチ | ストレート / 頭蓋破殺   | ストレート       | 鬼砕き       | 水平チョップ |
| 強パンチ | 仁王殺 / 羅漢破心掌     | 突き上げアッパー | ストレート   | ストレート   |
| 弱キック | ローキック / 横蹴り     | キック           | 蹴り上げ     | ひざ蹴り     |
| 中キック | ハイキック / 踏込み足刀 | くるぶしキック   | 前蹴り       | 跳び足刀     |
| 強キック | 鉈斬 / 外回し蹴り       | 回転脚払い       | 旋空脚       | 鬼蹴り       |

ストレート（立ち中パンチ）
鬼哭突きの高速版。発生が早くリーチもあり、必殺技キャンセルができるため中距離ではコンボに組み込みやすい。
仁王殺（におうさつ・立ち強パンチ）
地を踏み鳴らしながら前方斜め上に掌底打を放つ。発生は非常に速く対空技としても使えるが攻撃範囲が狭い。
羅漢破心掌（らかんはしんしょう・→強パンチ）
前方に大きく踏み込み波動を纏った掌底を打ち込む。飛び道具を1ヒット分打ち消すことができる。踏み込みから戻るまでの動作は速めでリーチが長く、威力も「仁王殺」と同じ。ただし、ガードされると大きな隙を残す。
『ストV』では影ナル者がVスキル「穿破活殺」で用いるが、こちらが撃ち込むのは波動を纏わぬ拳撃である。
横蹴り（よこけり・→弱キック）
豪鬼の遠距離中キックの「横蹴り」の高速版。こちらは弱キックのため威力は低いがリーチは同じで発生も早いため牽制に使いやすい。
ハイキック（中キック）
脚と出掛かりの膝で2ヒットする。初段の膝蹴りで必殺技キャンセルが可能。豪鬼の「鬼哭連斬」のように、セービングに強い2段通常技。
踏込み足刀（ふみこみそくとう・→中キック）
ケンの「後ろ回し蹴り」と同様に身を翻して踏み込み、爪先蹴りを繰り出す。
動作は剛拳の「菩薩蹴」（遠距離強キック）とほぼ同じで、感覚はケンの「踏み込み前蹴り」に近い。
回転脚払い（かいてんあしばらい・しゃがみ強キック）
外回しの足払いで1回転する。豪鬼よりも攻撃判定は広くリーチが長いが、発生は遅めでガードされた際はほとんどのキャラクターのウルトラコンボがヒットするほどの隙がある。
鬼砕き（おにくだき・垂直ジャンプ中パンチ）
真下に拳を振る。「赤星地雷拳」に動作が近いが、地上の相手にヒットさせてもダウンは奪えない。空中の相手にヒットさせると強制ダウンさせられる。
旋空脚（せんくうきゃく・垂直ジャンプ強キック）
水平の回転蹴りで1回転する。
1回転のうち前方と後方にそれぞれ攻撃判定があるため、ジャンプ中に突進技で自分を通り越した相手に当てることも可能。

#### 狂オシキ鬼の通常投げ
羅豪双破（らごうそうは）
片手で相手を掴むと腹部に掌底打を打ち込み、逆の腕の掌底打で相手を画面端まで弾き飛ばす。
朱裂刀
豪鬼のものに同じ。

#### 狂オシキ鬼の特殊技
雁下打ち（がんかうち・←中パンチ）
豪鬼の「六腑潰し」に同じ。
鳩尾穿ち（みぞおちうがち・←強パンチ）
リュウの「鳩尾砕き」と同じ性能を持つボディブロー。動作は同じだが踏込み距離が短い。

#### 狂オシキ鬼のターゲットコンボ
→弱パンチ・中パンチ
掌底→ストレートの連撃。
←中パンチ・強パンチ
雁下打ち→立ち強パンチの連撃。
→強パンチ・強パンチ
羅漢破心掌→斜め上への掌底打ち（羅豪双破2発目の動作）の連撃。相手を浮かせる効果がある。

#### 狂オシキ鬼の必殺技
豪波動拳
片手で気を溜め、内に捻った掌から放つ。青黒い波動で、ヒットすると白と黒の波動が炸裂しながら螺旋状に回転するのが特徴。溜め撃ちが可能だが、射程制限があることなどさくらの「波動拳」に似た性質を持つ。
弱攻撃から繋がるほどの発生の速さを誇るが技後の隙は大きめ。その反面、剛拳よりも波動を溜める時間が短い。
溜めることでヒット数が増加し画面端まで届きEX版は即座に最大溜めを放つ。
隠しボスとして登場する際は即座に最大溜めを放ち、EXでは3ヒットする。
伏魔豪波動（ふくまごうはどう）
『ウルIV』オメガエディションで追加された技。弱強パンチの波動拳コマンドで発動する。
腹部への手刀がヒットすると2ヒットの「豪波動拳」を放つ。通常EX版よりも威力が高く発生が早いため、近距離に強い。
轟雷波動拳（ごうらいはどうけん）
両掌に雷状の気を溜め、練り合わせて波動拳として放つ。性能は灼熱波動拳に準じており、電気属性のため「灼熱波動拳」よりも気絶値が高い。
ボス版は発生と硬直が短く弾速も速い。
『ウルIV』オメガエディションではEX版は最大5ヒットまで溜めることができ、最大まで溜めると5ヒット目は相手のガードを強制的に解く。
「EX轟雷波動拳」を最大まで溜めて、ヒット後に「无」で追撃をすると威力がウルトラコンボを超える。
斬空波動掌（ざんくうはどうしょう）
空中でのみ発動可能。片手で波動を発する反動で、逆方向に迫り出すように空中を移動する。
強パンチでは正面に放ち空中を後方に飛び、中パンチでは下に放ち上方向に、弱パンチでは後方に放ち前方に飛ぶ。
「斬空波動掌」を放った後に「空中竜巻斬空脚」や空中で「瞬獄殺」などの技を出すことも可能。
『ウルIV』オメガエディションでは僅かに前方移動する空中移動技に性能が変化したが、技後は空中攻撃ができる。
EX版は従来の通常版となり、ボタンの組み合わせで内容が異なる。
弱+中…前方に移動する。従来作通常版と異なり移動中は突進技となり、手を攻撃できる。
中+強…真下に波動掌を放つ。技後は垂直に落下するか僅か前方に移動できる。
弱+強…後方に移動する。
PPP…上に向かって波動掌を放ち、ショルダータックルで下降する。
豪昇龍拳
豪鬼やリュウに比べて、ほぼ真上に跳躍する「昇龍拳」（2ヒット）を繰り出す。
密着してヒットした場合には逆の腕で「昇龍拳」（2ヒット）を繰り出す。
拳には黒、青紫、青白の色が混ざった殺意の波動を纏っている。なお全体的に動作が重いのが特徴。
オメガエディションでは性能が豪鬼と同様のものに変化し、深くしゃがみこんで跳躍するケンのような動作になった。
无（む）
『ウルIV』オメガエディションで追加された技。EX版「豪昇龍拳」の後で赤星地雷拳の挙動で地に叩き伏せる。攻撃範囲が広く高威力で、青白黒の波のような波動を纏う。
竜巻斬空脚
豪鬼のものと違い、弱でヒットさせても追撃ができない。反面、アーマーブレイク属性で、中で発生させた際の飛び上がり時の膝蹴りをセービングキャンセルできる。
オメガエディションでは性能が向上していて、弱が「旋空脚（垂直ジャンプ強キック）」の動作になっていて、相手をほぼ真上に吹き飛ばす性能に変更された。中で真横に数回転、強で僅か斜め上に数回転する。
空中竜巻斬空脚
ヒット後は、追撃判定のある技でのみ追撃が可能。しゃがみ相手には当たりづらい。
『ウルIV』オメガエディションでは空中で1回転した後、急降下する。こちらはしゃがみ相手に当たりやすい性能に変化している。
羅漢断塔刃（らかんだんとうじん）
片足立ちの構えで前方に突進して腕を振抜き、その勢いで回転しながら手刀を振り払う。
弱と中では振り払った腕で、強とEX版で近距離の場合は相手をすり抜け背後にいる相手を手刀で吹き飛ばし、前方まで手刀を振り払う。
強とEXの動作中に飛び道具と相手をすり抜ける性質は、背後からの攻撃（めくり）を狙うことが可能。
EX版は手刀がヒット後に空中に浮いた相手に追い討ちができる。
『ウルIV』オメガエディションでは弱・中・強・EXで性能が異なる。
弱…その場で足元に手刀を払う。通常版と違い下段判定で、剛拳の「靭帯切り」に類似。
中…前方に突進して腕を振り払い相手を、その勢いで回転し足元に手刀を薙ぎ払う。
強・EX…『ウルIV』と性能は変わらない。
凶星陣（きょうせいじん）
素早く前方に跳び上がる。『ウルIV』オメガエディションで実装。豪鬼の「百鬼襲」に相当する特殊移動技。EX版はレバー方向で飛び上がる距離を変えることができる。
「空中竜巻斬空脚」「斬空波動掌」「赤星地雷拳」「天魔落星脚」「滅殺豪斬空」に派生できる。
赤星地雷拳（せきせいぢらいけん）
僅か前方に素早く跳び上がり僅かに空中で静止して振りかぶり、垂直に落下しながら地面に拳を叩きつける。
『ウルIV』オメガエディションでは「凶星陣」の派生技で全て2ヒットする。EX版は空中で振りかぶらず即座に落下する。
天魔落星脚（てんまらくせいきゃく）
『ウルIV』オメガエディションで追加された急降下蹴り。「天魔空刃脚」と構えが同じで性能は「百鬼豪刃」に近い。

#### 狂オシキ鬼のスーパーコンボ
瞬獄殺
豪鬼のものと違い、空中でも発動可。フィニッシュ時の文字は紅い「神鬼（オニ）」。
『ウルIV』オメガエディションでは強竜巻斬空脚ヒット後に空中瞬獄殺で追撃が可能。
空中瞬獄殺同士がぶつかると互いが画面端まで吹っ飛ぶ。

#### 狂オシキ鬼のウルトラコンボ
冥恫豪波動（めいどうごうはどう・UC1）
「滅殺豪波動」の強化版で8ヒットする。密着ヒット時には演出に移行し、演出では最初に6ヒットする「滅殺豪波動」を当てて吹き飛ばした後に殺意の波動を溜めてすぐに次の大きな波動拳を放つ。その2発目が相手に当たると相手の体を貫通し（1ヒット）、背中側で天の文字のように炸裂して広がる（1ヒット）。なお演出時の2発目の威力は1発目の4倍で、最後の1ヒットの威力が威力全体の2/3と高い。殺意の波動に目覚めたリュウの胴には本技でできた傷があり、その構造は初弾の6ヒットで胸側の深度1/2程度が抉られ、次の弾でその中央を貫通し背中側で内側から「天」の字に喰い破るものとなっている。
滅殺豪斬空（めっさつごうざんくう･UC1）
「天魔豪斬空」の強化版で、『EX』シリーズの「天魔豪斬空」と同様に両手で構えて対地45°の「滅殺豪波動」を放つ。密着ヒット時の派生演出は無い。「天魔豪斬空」が片手ずつ気を練り片掌で放つのに対し、こちらは両手で気を練り、両掌で放つ。
滅殺豪天破（めっさつごうてんは･UC1）
「冥恫豪波動」の真上版で、「滅殺の構え」から両手で真上に気弾を放つ。密着ヒット時の派生演出は無い。
なお、「金剛國裂斬」の構えから「剛波動拳」（強）の動作で放つ仕様が日本国外でのロケテスト時に存在したが、製品版で削除された。
天地双潰掀（てんちそうかいげん･UC2）
溜め青、白、黒の混ざった波動を地面に撃ち込み、その勢いで青白い衝撃波を生み出す。
近距離では衝撃波によって相手が空高く吹き飛ばされ、地面に撃ち込まれた黒い波動は周囲に広がり狂オシキ鬼自身の体を包み込む。黒い波動に包まれた狂オシキ鬼は踏ん張って高く飛び上がり、空中の相手の背中に「昇龍拳」に似た技を打ち込む。拳が打ち込まれると黒い波動は「天」の字の如く炸裂する。

### 『アスラズ ラース』での技
カプコンのゲーム『アスラズ ラース』のダウンロードコンテンツで豪鬼として登場し、狂オシキ鬼としても戦う。狂オシキ鬼の時は『アスラズ ラース』のシステムで戦うこととなり、その際には必殺技の多くの性能が大幅に変更されている。ここでは『スパIV』との技の違いおよび、『アスラズ ラース』の主人公アスラの技に対する動作を記述する。

#### 『アスラズ ラース』での必殺技
豪波動拳（ごうはどうけん）
5つの「波動拳」を横扇状に3回連続で繰り出す。「轟雷波動拳」のように巨大ではないが、1発目が命中するとその直後に2発目、3発目と連続で命中することとなる。横扇状に5つ放たれるため、近距離で当たるほどダメージが大きくなる。
轟雷波動拳（ごうらいはどうけん）
原作に比べて超巨大化しており、ジャンプでは回避できない。
斬空波動掌（ざんくうはどうしょう）
『スパIV』に比べて移動距離がかなり長くなっている。特定の演出ではステージ端まで移動することもある。
豪昇龍拳（ごうしょうりゅうけん）
波動を溜め込み、豪昇龍拳と共に広範囲に波動の柱を立てる技。「赤鴉空裂波」に似た技。
鬼が波動を溜めている間は攻撃をしても仰け反ることが無い。
竜巻斬空脚（たつまきざんくうきゃく）
攻撃判定が『スパIV』と比べると著しく広い。
しゃがみ弱パンチ→雁下打ち（六腑潰し）→立ち強パンチ→竜巻斬空脚と、斬空波動掌→竜巻斬空脚のコンボ、空中竜巻斬空脚で発動することが多い。
羅漢断塔刃（らかんだんとうじん）
『スパIV』と比べると技の発生が遅い。食らうと大きく吹き飛ばされる。
瞬獄殺（しゅんごくさつ）
移動速度が超高速でアスラは回避できない。暗転攻撃中はアスラと狂オシキ鬼による殴り合いが時折見られ、アスラが勝つと瞬獄殺を殴り上げで中断させ、狂オシキ鬼が勝つと瞬獄殺終了時のポーズで背を向けて立ち、アスラは空中で波動に叩きつけられる。
冥恫豪波動（めいどうごうはどう）
斬空波動掌で一気に距離を取り、轟雷波動拳同様に巨大化した波動拳を放つ。
アスラは両掌で受け止めた冥恫豪波動を圧縮させ、殴って跳ね返す。
天地双潰掀（てんちそうかいげん）
アスラに急接近し、セービングアタックをしてから発動する。狂オシキ鬼が地面を殴り波動の柱を立てようとすると、アスラも同様に地面を殴りつける。アスラは大きく吹っ飛ばされ、狂オシキ鬼も少し吹っ飛び仰け反るがすかさず跳び上がり、空中のアスラに拳を叩き込もうとする。
アスラは空中で体勢を立て直すと急降下し、逆に狂オシキ鬼の拳に自身の拳を叩きこむ。
名称不明の技
空中に浮き、手に力を混めて急降下しながら手刀を打ち下ろす。ムービーのみで使用。
その他、宇宙空間を飛びながら戦うなど、『スパIV』では見られない圧倒的な力を見せる。

### その他の豪鬼
以下の作品では真・豪鬼および神・豪鬼以外のバリエーションが登場した。
サイバーボッツ（コンシューマー移植版）
巨大ロボット格闘ゲームだが、家庭用版では豪鬼型ロボット「零豪鬼」（G-13EX型）が登場。
マーヴル・スーパーヒーローズ VS. ストリートファイター
最終ボスとしてメカ豪鬼（MECH GOUKI）が登場する。設定上はマーベル・コミックの登場人物アポカリプスによって改造された豪鬼とされている。欧米版ではCYBER-AKUMA（サイバーアクマ）と呼ばれる。
肉体の一部が機械化されていて、背中に鉄の羽が装着され、鉄下駄をはいている。
他のキャラクターと異なり、1人で戦う。家庭用ではプレイヤーも使用可能。
本来の豪鬼とは違い、勝ち台詞は雄叫びや金属音に統一されている（日本国外版では普通に喋っている）。
『ULTIMATE MARVEL VS. CAPCOM 3』では、DLCとして、メカ豪鬼のコスチュームが配信された。

#### メカ豪鬼の技
立ち強パンチとしゃがみ強パンチが、相手の位置を捕捉して飛んでいくロケットパンチとなっている。通常技のためキャンセル可能。パンチとロケットは別々に攻撃判定を持ち、至近距離で当てると2ヒットするうえに威力も高い。技の攻撃判定の大きさ、攻撃力の高さを始め、通常の豪鬼に比べて遥かに優遇された性能を誇る。ただし、パートナーを付けることはできず、常に1人で闘うことになる。

##### メカ豪鬼の特殊技
メカ頭蓋破殺
手刀を打ち下ろす中段属性技。同作品で登場する豪鬼のものと違い、攻撃判定が4回出現する。通常の豪鬼と同じく全段しゃがみガード不可。

##### メカ豪鬼の必殺技
メカ豪波動拳
発生が速いことに加えて発射後の硬直時間も極めて短いため、発射後にダッシュで追いかけるといった戦術が可能。気弾も大きく、同作品で登場するケンの「波動拳」と同じ（色は違う）。
メカ斬空波動拳
真・豪鬼のように2発出す（角度は2発とも全く同じ）。こちらも気弾の大きさが同作品でのケンのものと同じ。スーパージャンプからこれを撃ち続けるだけで体力を大幅に削れるうえに相手を一方的に押さえ込むことも可能で、コマンドの入力の速さによっては30ヒットは超えられる。
メカ豪昇龍拳
ヒット数が非常に多く（『X-MEN』での「豪昇龍拳」並み）、残像を纏っている。気絶値も高く、特に強・メカ豪昇龍拳は相手を燃やす効果があり、みるみるうちに「スタンゲージ」が蓄積される。
メカ竜巻斬空脚（空中可）
技の硬直時間が非常に短くなっているほか、電撃の色が変化している。ガードされても出し続けることで、相手を簡単に固められる。
メカ天魔空刃脚
特殊技版並みに攻撃発生までのモーションが速く、ヒット数も通常の豪鬼のものより多い上、技後に地上技（チェーンコンボ）に繋げられる。また、「メカ豪昇龍拳」と同様に残像を纏い、相手を燃やす。
メカ阿修羅閃空
従来の真・豪鬼と同等だが、豪鬼と同じく移動後に隙が生じる。

##### メカ豪鬼のハイパーコンボ
ハイメガ豪ビーム
『滅殺豪波動』に相当する技。ヒット数は同作品に登場する豪鬼のものと同じであるが、コマンド完成から暗転に入るまでの時間が非常に短い。
スクランブル豪パンチ
『滅殺豪昇龍』に相当する技。ヒット数は同作品に登場する豪鬼のものと同じで、攻撃の発生は豪鬼よりもわずかながら遅いが威力は高い。
サンダー豪シャワー
『天魔豪斬空』に相当する技。「メカ斬空波動拳」と同じ大きさの弾を大量に発射し、攻撃範囲はかなり広い。PlayStation版でこの技を空振りすると処理落ちが激しい。
シャイニング豪ショック
「瞬獄殺」に相当する技。同作品で登場する豪鬼のものと違う点は、ゲージ1本で使用可能であること、空中でも発動できること、豪鬼の「瞬獄殺」を遥かに上回る威力の高さ（24ヒット）であることと、決まった後の文字が「天」から「滅」に変わっていることである。豪鬼に比べて時間停止が長いうえに移動速度も速いため、相手のしゃがみ強キックがギリギリ届くくらいの間合いで出されても確定で喰らってしまう。地上と空中の両方で出すことが可能で、空中で決めると相手を燃やす効果がある。

### 豪鬼に類するキャラクター
豪鬼に近い性能の別キャラクターとしては以下のキャラクターが存在する。
リュウ（MARVEL VS. CAPCOM CLASH OF SUPER HEROES）
豪鬼が出演しない本作では、リュウがハイパーコンボ「モードチェンジ」を使用することで道着の色が変わり、ケンや豪鬼と同じ性能へと変化する。
殺意の波動に目覚めたリュウ
リュウの道着の色が豪鬼と一緒になり、技も似た技を使うようになる。『CvS』シリーズと『スパIV AE』のみ瞬獄殺のフィニッシュ背景文字が「滅」。
影ナル者
狂オシキ鬼に類似した容姿と技を持つ。
日焼けしたさくら
殺意の波動に目覚めたリュウのさくら版パロディ。制服が黒いカラーになっている。
ゴッド・ルガール（『CvS2』）
豪鬼の殺意の波動を吸収したルガール・バーンシュタイン。技の名称こそ変わっているものの、瞬獄殺など豪鬼が持つ技の一部をコピーして使用する。
カイリ（『EX』シリーズ）
『EX2』まではリュウと豪鬼に似た技を多く使用していたが、『EX2 PLUS』以降からは性能に差別化が図られている。

## その他
『スパIIX』の製作時には、豪鬼の存在はスタッフにも秘密にしており、誰にも見えない場所でグラフィックを描いたり、皆が帰った後にプログラムを組んでいた程であった。そのため隠しキャラクターとして豪鬼が存在するという噂が広まった頃、カプコン社内の人間はほとんどその存在を知らなかった。豪鬼製作の中心を担っていた船水紀孝でさえ、言われるまで豪鬼のことをすっかり忘れていた。
『ゲーメスト』での豪鬼公開時には本来カラーページで隠しコマンドが紹介されるはずだったが、該当号発行当時は情報がメーカーチェックによって規制時期であり、さらに原稿の差し替え修正が不可能だったため記事が黒く塗りつぶされる事態となった。この件に関しては次号にて改めて隠しコマンドが掲載された。
『スパIIX』ではCPU豪鬼と戦う際には最初から豪鬼専用のBGMが流れるが（ただし3DO版はオリジナルのBGM）、『ハパII』では最初はベガのBGMで始まり、『ストIII 2nd』と同じ流れで「Round 1 Fight」とナレーションが入った後で豪鬼が乱入し、瞬獄殺の演出時に豪鬼専用のBGMに切り替わるようになっている。また、『ハパII』ではピンチ時のBGMになった後に決着がつかずに決勝ラウンドへ移行した際、ベガのBGMになる。この状態で再びピンチ時になると豪鬼のピンチ時BGMに切り替わる。
『ストZERO』では豪鬼が子供に果実を売ってお釣りを渡している公式イラストが存在するが、これは映画『ストリートファイターII MOVIE』に一瞬だけ登場したシーンのオマージュ。「これで生計を立てているのか」という問いに開発者は「もし売っていたとしても、誰も買わないと思いますよ（笑）」とのこと。
1994年のアニメ映画『ストリートファイターII MOVIE』ではインドで一瞬だけ、一般人と同じように登場していた。
1995年のテレビアニメ『ストリートファイターII V』では、映画版の出演と同様にチンピラや空港の客などの一般人として、物語と関係無く登場していた。
カプコンのゲーム『ヴァンパイア』シリーズのレイレイの必殺技「暗器砲」では、豪鬼を象った「豪鬼人形」が投げられることがある（出現する確率は低い）。
同社のアクションゲーム『ロックマンX4』に登場するドラゴン型レプリロイド「マグマード・ドラグーン」は豪鬼をイメージしている。
『モンスターストライク』では通常と進化時の属性は「火」設定である。

## 主な登場作品
- 対戦型格闘ゲーム
  - 『ストリートファイターII』シリーズ（『スーパーストリートファイターIIX』以降）
  - 『ストリートファイターZERO』シリーズ
  - 『ストリートファイターIII』シリーズ（『2nd IMPACT』以降）
  - 『ストリートファイターEX』（初代『EX』、『EX plus』および『EX plus α』のみ）
  - 『ストリートファイターIV』シリーズ
  - 『ストリートファイターV』
  - 『ストリートファイター6』
  - 『ポケットファイター』
  - 『エックス・メン チルドレン オブ ジ アトム』
  - マーヴルVS.シリーズ
    - 『X-MEN VS. STREET FIGHTER』
    - 『マーヴル・スーパーヒーローズ VS. ストリートファイター』
    - 『MARVEL VS. CAPCOM 2 NEW AGE OF HEROES』
    - 『MARVEL VS. CAPCOM 3 Fate of Two Worlds』

  - 『CAPCOM FIGHTING Jam』 ※この作品では通常の豪鬼は登場せず、神・豪鬼のみが登場する。
  - 『ストリートファイター ザ・ムービー』 ※この作品では欧米版に倣い「アクマ」名義で登場する。
  - 『ストリートファイター リアルバトル オン フィルム』
  - 『サイバーボッツ』 ※この作品では零豪鬼として登場する。
- 対戦型格闘ゲーム以外
  - 『スーパーパズルファイターIIX』
  - 『ストリートファイターII MOVIE』
  - 『アスラズ ラース』
- 他社とのクロスオーバー
  - 『CAPCOM VS. SNK』シリーズ
  - 『頂上決戦 最強ファイターズ SNK VS. CAPCOM』
  - 『SNK VS. CAPCOM 激突カードファイターズ』シリーズ
  - 『SNK VS. CAPCOM SVC CHAOS』
  - 『対戦ネットギミック カプコン&彩京オールスターズ』
  - 『NAMCO x CAPCOM』
  - 『ストリートファイター X 鉄拳』
  - 『モンスターストライク』[29]※乱入限定[28]
  - 『ヴァルキリーコネクト』
  - 『Street Fighter X Mega Man』
  - 『鉄拳7 FATED RETRIBUTION』
  - 『TEPPEN』（スマートフォン用アプリ）[30]

## 担当声優
ゲーム作品での担当声優
- 西村知道（『ストリートファイターZERO』 - 『CAPCOM FIGHTING Jam』）
- 武虎（『ストリートファイターIV』シリーズ以降の関連作品全般）
- デイヴ・マロウ（『ストリートファイターIV』シリーズ、『MARVEL VS. CAPCOM 3 Fate of Two Worlds』、『ストリートファイター X 鉄拳』英語音声）
- リチャード・エプカー（『ストリートファイターV』、『TEPPEN』英語音声）

関連作品での担当声優
- 西村知道（OVA『ストリートファイターZERO - THE ANIMATION -』）
- 郷里大輔（OVA『ストリートファイターALPHAジェネレーション』）
- 松本保典（OVA『ストリートファイターALPHAジェネレーション』青年時代）